# Clarinette
Vous lisez un « bon article » labellisé en 2015.
Pour les articles homonymes, voir Clarinette (homonymie).
La clarinette (du provençal clarin désignant un hautbois) est un instrument de musique à vent de la famille des bois caractérisé par son anche simple et sa perce quasi cylindrique. Elle aurait été créée vers 1690 par Johann Christoph Denner (1655-1707) à Nuremberg sur la base d'un instrument à anche simple plus ancien : le chalumeau. La clarinette soprano (en si ) est le modèle le plus commun.
La perce cylindrique de la clarinette la distingue du hautbois et du saxophone, tous deux à perce conique, et lui confère une aptitude au quintoiement. Son timbre, chaud dans le registre grave, peut s'avérer extrêmement brillant voire perçant dans l'aigu.
De tous les instruments à vent de sa famille, la clarinette possède la plus grande tessiture avec trois octaves plus une sixte mineure, soit 45 notes en tout,. Elle se décline en une famille d'instruments presque tous transpositeurs, depuis la clarinette contrebasse jusqu'à la clarinette piccolo, couvrant ainsi toute l'étendue d'un orchestre symphonique. À l'exception des percussions, la clarinette est l'instrument qui possède la plus grande famille.
Cet instrument est utilisé dans la musique classique et traditionnelle ainsi qu'en jazz et en musique contemporaine. Parmi les compositions célèbres pour clarinette, on peut citer le Concerto pour clarinette de Mozart.
Le musicien instrumentiste qui joue de la clarinette est appelé un clarinettiste.

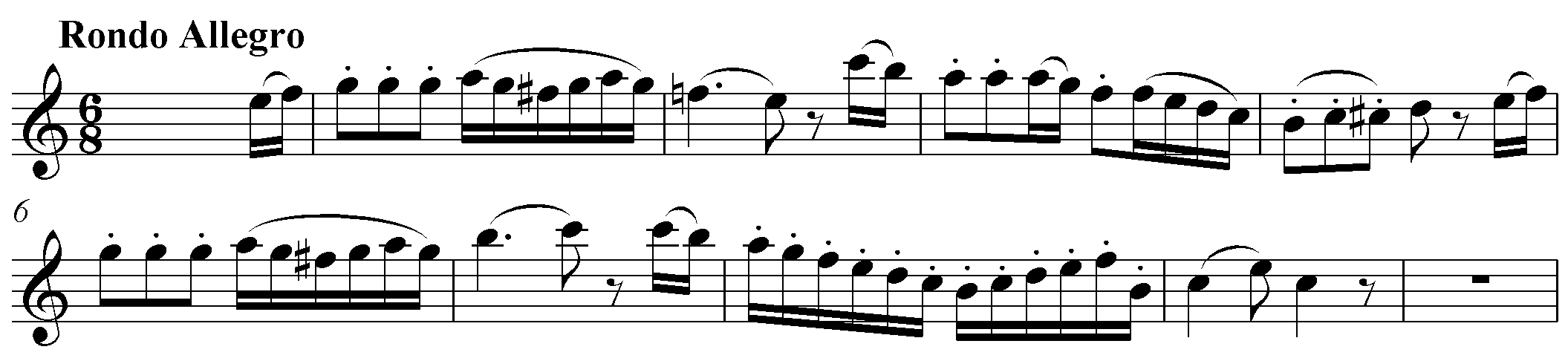
W. A. Mozart, Concerto pour clarinette, 3e mouvement.

## Histoire de la clarinette

### Étymologie
Le centre national de ressources textuelles et lexicales considère comme origine la plus probable du mot clarinette un dérivé du mot provençal clarin, désignant un hautbois primitif, dont le nom dérivait encore du mot « clar » (clair), auquel a été ajouté le suffixe -ette pour le différencier du clarino.
Selon Paul Rougnon, clarinette dérive de clarinet : « Au début du XVIIIe siècle, on connaissait le clarinet qu'on appelait aussi hautbois de forêt. Clarinet a dû engendrer clarinette ».
Le Dictionnaire historique de la langue française reprend le clarin provençal comme source étymologique, en ajoutant qu'« une autre origine possible, avec une valeur diminutive, par dérivation de clarine, « clochette à son clair au cou des animaux », est moins probable ». La première mention de « clarin » est attestée en 1508, celle de « clarinette » en 1753.

### Du chalumeau à la clarinette

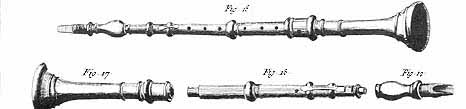
La clarinette de Johann Christoph Denner.

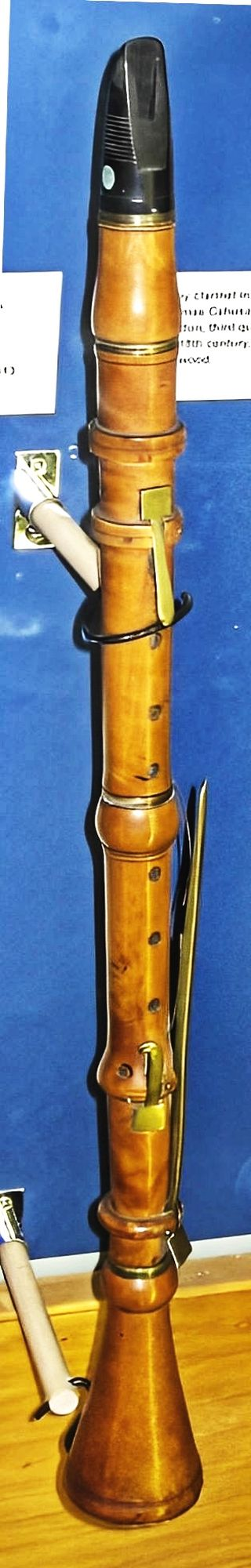
Ancienne clarinette à 4 clefs.

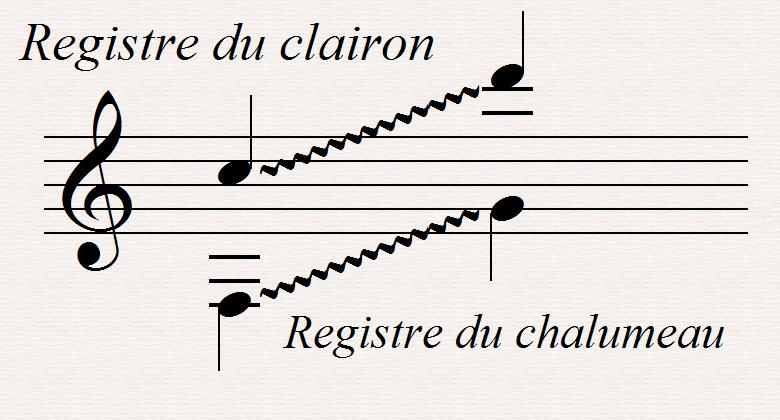
Registres de la clarinette, notes lues pour les clarinettes en clef de sol.

Toute la famille des clarinettes tire son origine du chalumeau français du Moyen Âge, « vieil instrument encore employé par Gluck dans l’Orfeo (1764) et dans l’Alceste italienne (1766) ».
François-Auguste Gevaert note que « le nom français de l'instrument est employé par les vieux compositeurs italiens sous le déguisement graphique de salmó, et par les maîtres allemands qui l'écrivent Chalumau et Chalamaus. En allemand, de même qu'en néerlandais, le mot Schalmei désigne le hautbois primitif. » Aujourd'hui encore, le registre grave de la clarinette est appelé registre du chalumeau.
C'est à Johann Christoph Denner (1655–1707), un facteur de Nuremberg, que l'on devrait l'invention de la clarinette. Vers 1690, « après dix années d'essais infructueux », il ajouta au chalumeau français le pavillon et deux clés d'importance majeure. L'ajout de la « clé de 12e», également désignée « clé de registre », permit de tirer parti de l'aptitude de l'instrument au quintoiement, que les musiciens les plus doués pouvaient provoquer par une modification de la position de l'embouchure. Le registre atteint est alors celui dit du clairon et sa sonorité se rapproche de la clarine, petite trompette du XVIIIe siècle, qui donna son nom à la clarinette.
À cette époque, l'instrument était manipulé via huit trous bouchés par les doigts, ce qui permettait à l'instrumentiste de jouer la gamme depuis le fa grave jusqu'au sol médium. La gamme ne se poursuivait sur le registre supérieur qu'à partir du do, et se faisait donc avec un défaut de deux notes sur la gamme : le la et le si étaient absents de la gamme. La deuxième clef, celle « du la », étend vers le haut le registre du chalumeau.
Le si est obtenu par « quintoiement » d'une note plus grave (le mi) grâce au pavillon prolongeant la clarinette et l'ajout d'une clef actionnée par l'auriculaire de la main gauche alors inoccupé. Il fait donc partie du registre du clairon. La gamme (diatonique) est alors complète et le changement de registre se passe sans discontinuité.
Dans l'état, l'instrument ne disposant pas d'une gamme chromatique complète, il restait prisonnier de quelques tonalités particulières. Pour y remédier, les musiciens disposaient de différents modèles de clarinettes, réalisés chacun pour une tonalité spécifique. Les altérations pouvaient cependant être obtenues par des doigtés fourches ne permettant pas une grande virtuosité, et à la sonorité peu satisfaisante.
Entre 1740 et 1850, il a existé une famille de clarinettes anciennes, appelée clarinette d'amour, réalisées dans différentes tonalités (en sol, en fa, en ré…) et dotées de trois à cinq clés, qui possédait un pavillon en forme de poire, appelé pavillon d'amour, à l'instar du hautbois d'amour, un bocal courbé et une perce réduite.

### Les évolutions vers la clarinette moderne

Clarinettes avec différents systèmes de clétage
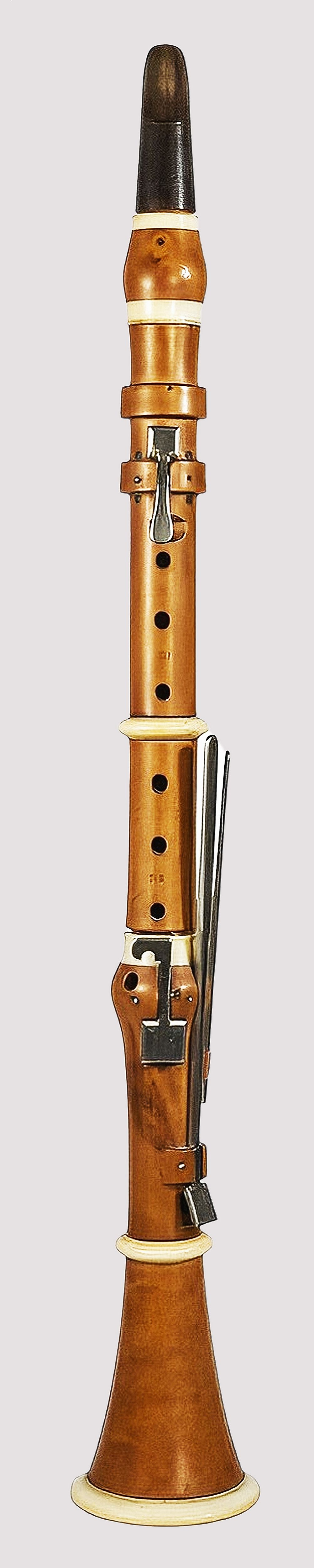
Clarinette ancienne à 5 clés (vers 1800).
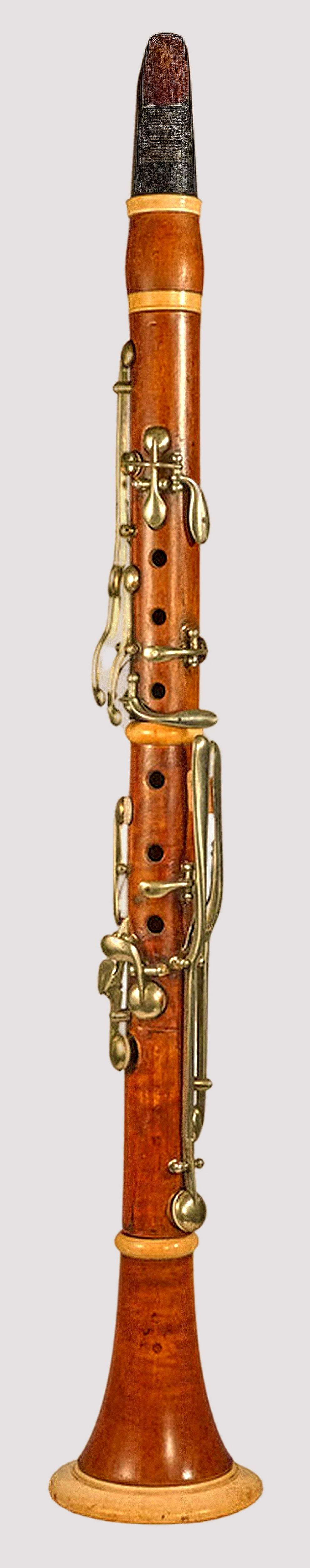
Clarinette à 13 clés par Iwan Müller, trous de tonalité avec un siège conique et tampons en cuir, inventée en 1809.
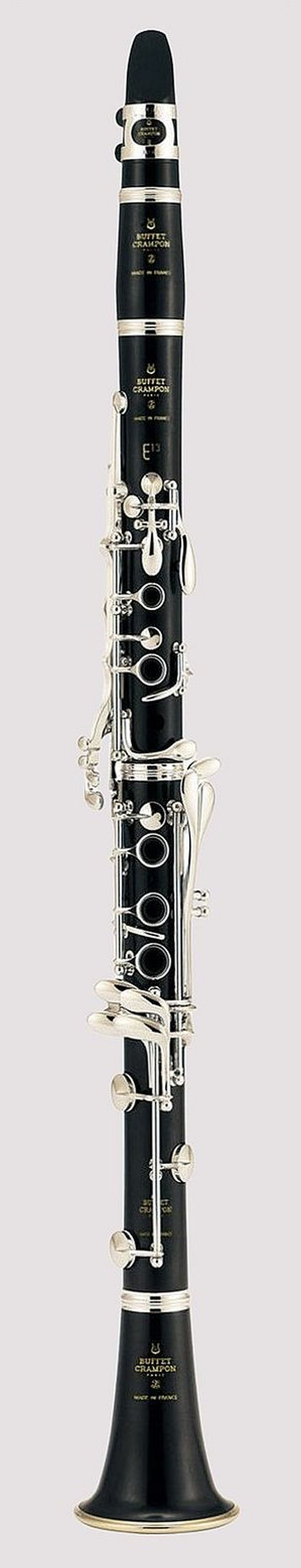
Clarinette Boehm standard, avec 17 clés et 6 anneaux, développée en 1843 et brevetée par Hyacinthe Klosé et Louis Auguste Buffet.
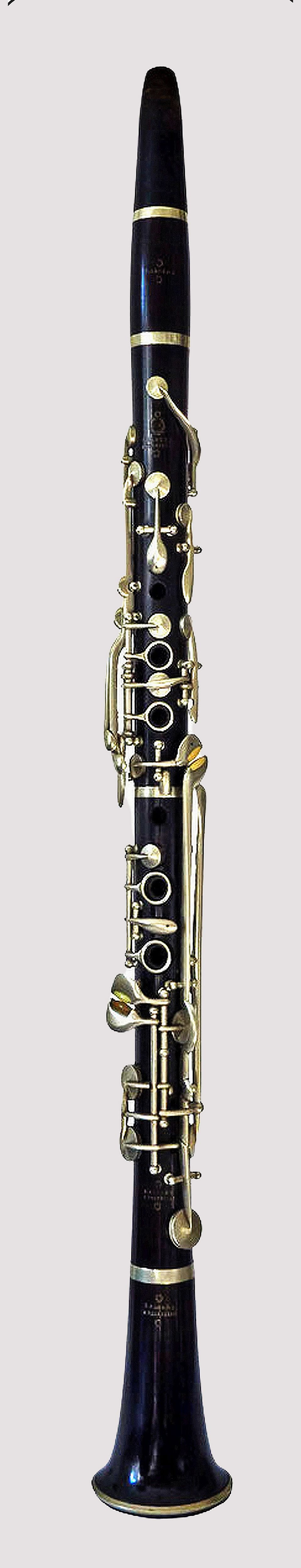
Clarinette en système Albert, conçue vers 1850 par Eugène Albert, techniquement intermédiaire entre les clarinettes Müller et Oehler.
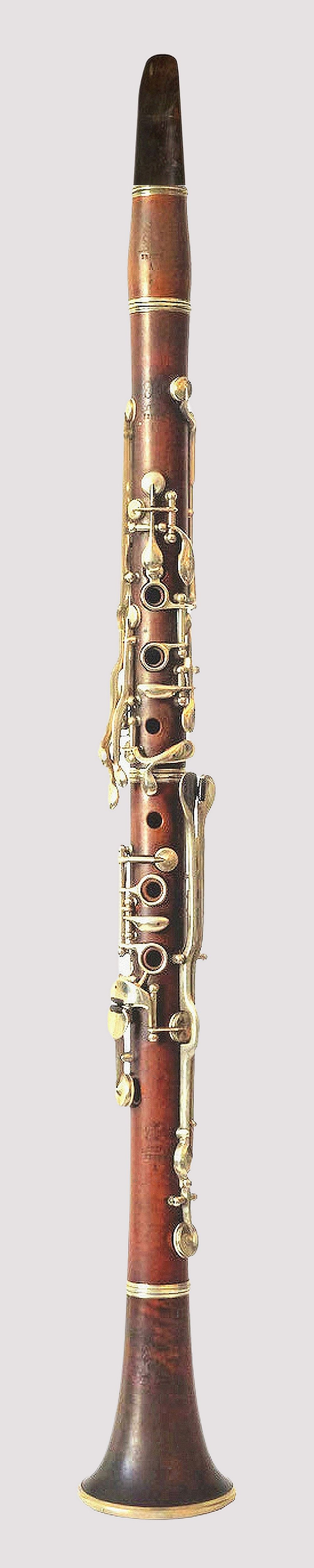
Clarinette en système Baermann, conçue vers 1860, techniquement intermédiaire entre les clarinettes Müller et Oehler.
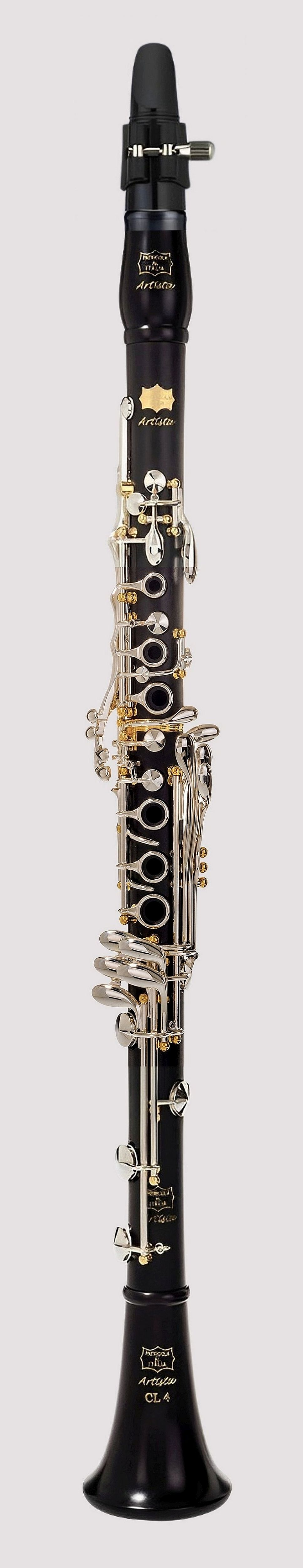
Clarinette dite « Full-Boehm » avec 21 clés et 7 anneaux, développée en 1870 par Buffet-Crampon.
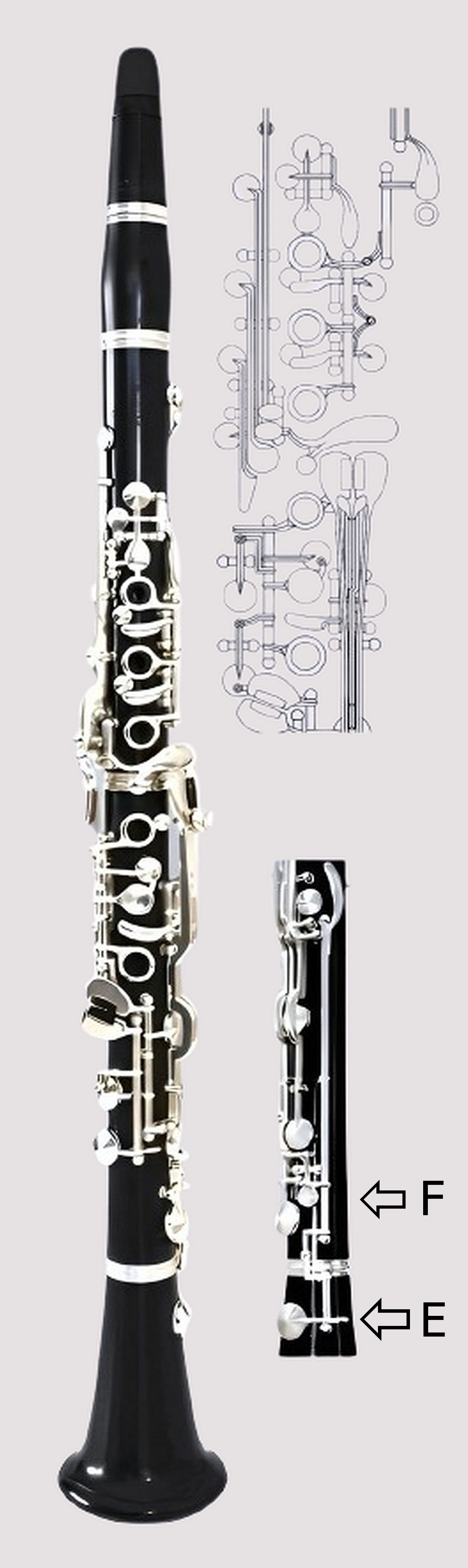
Clarinette allemande 1905 (Oehler), avec 22 clés, 5 anneaux et un plateau, avec clefs de pavillon ajoutées plus tard pour renforcer mi et fa graves.
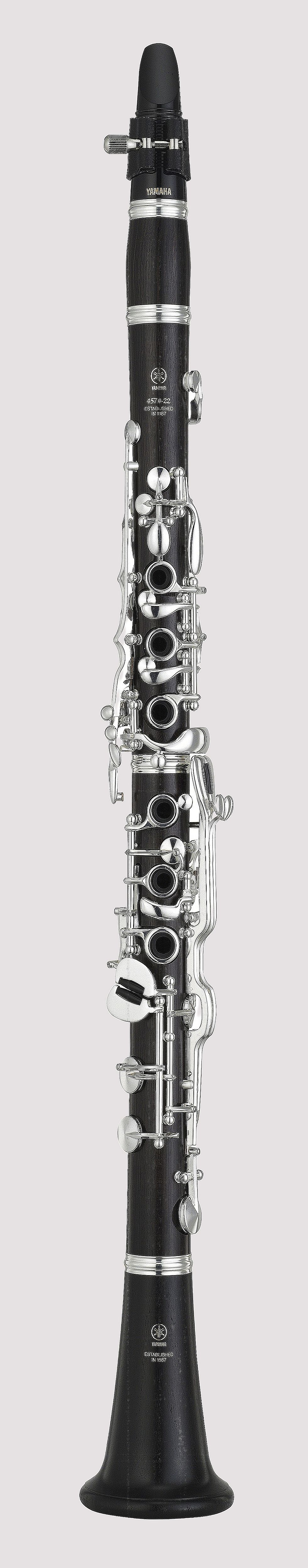
Clarinette standard allemande sans plateau, ni clef de pavillon.
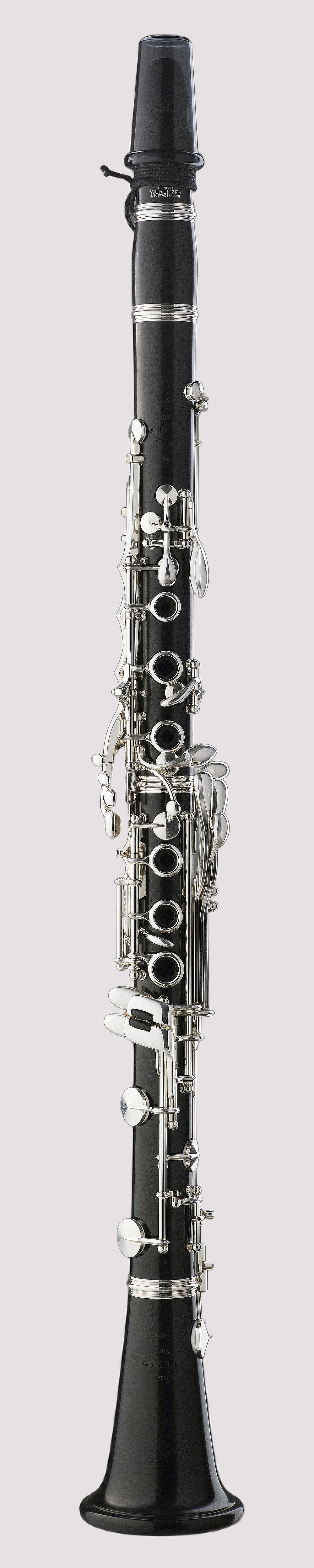
Clarinette en système Boehm réformé, avec 19 clés et 7 anneaux, développée en 1949 par Fritz Wurlitzer.

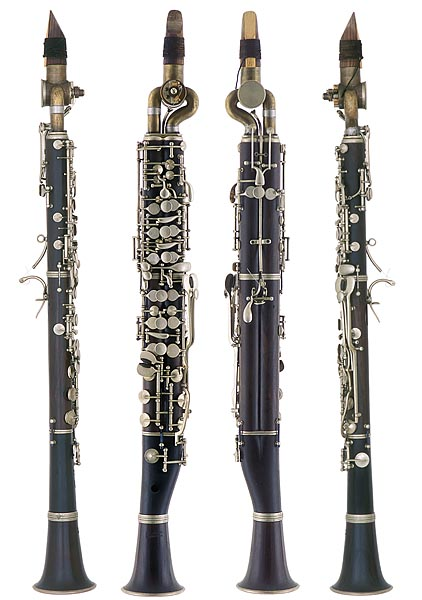
Différentes vues d'une clarinette à quarts de tons de Fritz Schüller (1883-1977).

En 1810, Heinrich Bärmann (1784-1847) proposa le retournement du bec, positionnant ainsi l'anche sur la lèvre inférieure du musicien. Ceci adoucit et garantit la sonorité. Iwan (ou Ywan) Müller, y apporta en 1809 treize clés supplémentaires offrant enfin la gamme chromatique complète. Ces nouveautés permirent d'abandonner peu à peu la collection d'instruments dédiés aux tonalités distinctes dont disposaient les musiciens pour interpréter les différentes pièces.
La clarinette fut amenée à son degré de perfectionnement actuel par le facteur d'instruments français Louis Auguste Buffet en collaboration avec le clarinettiste Hyacinthe Klosé,. Tous deux adoptèrent le principe des anneaux mobiles que l'Allemand Theobald Boehm avait imaginé pour la flûte : le système Boehm (1843). Aujourd'hui, le système Boehm est utilisé par les clarinettistes du monde entier, à l'exception des Allemands et des Autrichiens, qui se servent pour la plupart du système concurrent : le système Oehler,. Un autre système à treize clés mis au point par Eugène Albert au XIXe siècle, le système Albert, est encore utilisé de nos jours en Europe centrale et en Turquie.
Une clarinette utilisant le système Boehm peut disposer de près de 22 éléments mobiles utiles, auxquels il faut ajouter les paliers, les axes, les vis et les ressorts (ressort à aiguille, ressort à lame). L'ensemble dépasse la centaine de pièces mécaniques, et participe à la manipulation de 17 tampons obturant autant d'orifices inaccessibles avec les doigts.
Le facteur allemand Fritz Wurlitzer (père de Herbert Wurlitzer) a mis au point en 1949 une variante de la clarinette française, qu'il a qualifiée de clarinette système Boehm réformé. C'est une clarinette avec un système de doigté français, dont le son est très proche de celui de la clarinette allemande à travers une perce (diamètre et profil interne du tube constituant le corps de la clarinette) différente, et un autre type de bec. Ce type de clarinette trouve encore des adeptes dans certains pays.
Le nombre de clés annoncé par les facteurs correspond au nombre de points de commande intentionnelle (les anneaux n'en font donc pas partie puisqu'ils sont actionnés en même temps qu'un trou est bouché). La clarinette Boehm comporte donc 17 clés, parfois 18 avec la clef de renvoi sol /mi  main gauche. Il existe deux variantes du système Oehler comportant respectivement 19 et 27 clés.

## La famille des clarinettes modernes
La famille des clarinettes modernes est très étendue. La taille et la tonalité sont les principaux éléments différentiels. Si l'étendue de la tessiture est à peu près constante, les registres de jeu sont différents.
Aujourd'hui, les clarinettes suivantes sont utilisées, depuis la plus aiguë jusqu'à la plus grave, la plus utilisée restant la clarinette en si :
| Nom de la clarinette        | Tonalité | Longueur approximative                                             | Commentaire | Tessiture écrite                            | sonnant (sons réels)                 | joué par Richard Haynes |  |
| --------------------------- | -------- | ------------------------------------------------------------------ | --- | ------------------------------------------- | ------------------------------------ | ----------------------- |  |
| Petite clarinette sopranino | en la    | 38 cm                                                              | Rarement employée, sinon pour l'exécution des bandes militaires et orchestres d'harmonie où « pratiquement, elle ne monte pas plus haut que la petite clarinette en mi ». Cependant, sa sonorité criarde intéresse les compositeurs de musique contemporaine.                                                                                        | écrit mi2-sol5, sonnant do3-mi6             | sixte mineure plus haute             |                         |  |
| Petite clarinette           | en mi    | 49 cm                                                              | Son timbre est très caractéristique, un peu criard. Utilisée dans certaines œuvres romantiques et post-romantiques (de la Symphonie fantastique de Berlioz aux symphonies de Mahler), encore très utilisée aujourd'hui en harmonie, sa tonalité étant très « compatible » avec la plupart des autres instruments (si principalement) ;               | écrit mi2-la5, sonnant sol2-do6             | tierce mineure plus haut             |                         |  |
| Petite clarinette           | en ré    | 52 cm                                                              | Employée dans les Concerti de Johann Melchior Molter, certains opéras de Wagner et, de manière remarquable, Till Eulenspiegel de Richard Strauss. | écrit mi2-la5, sonnant fa2-si5              | seconde majeure plus haut            |                         |  |
| Clarinette soprano          | en ut    | 60 cm                                                              | Un peu oubliée, après avoir été « très en honneur chez les musiciens du XVIIIe siècle, Gluck notamment ». Selon Henri Büsser, elle est « le grand soprano dramatique de la belle famille des clarinettes ». | écrit mi2-si5, sonnant mi2-si5              | sans transposition                   |                         |  |
| Clarinette soprano          | en si    | 66-67 cm                                                           | « Expressive, lumineuse », selon Charles Kœchlin, et « plus généralement employée que celle en la ». | écrit mi2-do6, sonnant re2-si'5             | seconde majeure plus bas             |                         |  |
| Clarinette soprano          | en la    | 71 cm                                                              | Moins brillante, plus douce, plus veloutée. Souvent présentée comme « un peu moins agile que celle en si, quoique la différence n'est pas grande… » | écrit mi2do6, sonnant do2-la5               | tierce mineure plus bas              |                         |  |
| Clarinette de basset        | en la    |                                                                    | Clarinette en la avec une extension au do, employée presque exclusivement pour l'exécution du Concerto pour clarinette de Mozart dans sa version originale. | écrit do2do6, sonnant la1-la5               | tierce mineure plus bas              |                         |  |
| Clarinette de basset        | en si    |                                                                    | Clarinette en si avec une extension au do. L'exemple sonore est joué sur une clarinette de basset en sol. | écrit do2-do6, sonnant si1-si5              | seconde majeure plus bas             |                         |  |
| Clarinette turque           | en sol   |                                                                    | Principalement jouée pour les musiques turques et grecques ; | écrit mi2-re6, sonnant si-la5               | quarte juste plus bas                |                         |  |
| Cor de basset               | en fa    |                                                                    | Employé « pour assombrir le coloris de l'harmonie du Requiem de Mozart » ainsi que dans La clémence de Titus et La Flûte enchantée et très utilisé à la fin du XVIIIe siècle. | écrit do2-re6, sonnant fa1-sol5             | quinte plus bas                      |                         |  |
| Clarinette alto             | en mi    | 90 cm (hors pavillon)                                              | Dérivée de l'ancien cor de basset | écrit mi2-re6 sonnant fa#1-fa5              | sixte majeure plus bas               |                         |  |
| Clarinette basse            | en si    | 1,20 m (mib grave, hors pavillon) 1,50 m (ut grave, hors pavillon) | Verdi est l'un des premiers à l'utiliser dans Aïda. Très utilisée pour ses notes graves où elle peut jouer « plus doux qu'aucun autre instrument à vent ». | écrit do2 / mi2-mi6, sonnant si-1 / re1-re5 | octave + seconde majeure plus bas    |                         |  |
| Clarinette contralto        | en mi    | 1,90 m (mib grave, hors pavillon) 2,30 m (ut grave, hors pavillon) | Utilisée en ensemble de clarinettes et de plus en plus en orchestre, notamment d’harmonie. | écrit mi2-fa'6, sonnant fa-1-la4            | octave + sixte majeure plus bas      |                         |  |
| Clarinette contrebasse      | en si    | 2,50 m (mib grave, hors pavillon) 3,00 m (ut grave, hors pavillon) | Dite aussi clarinette-pédale, parfois employée dans des orchestres symphoniques et dans l'opéra (Fervaal de Vincent d'Indy, par exemple). | écrit do2-sol6, sonnant si-2- fa4           | 2 octaves + seconde majeure plus bas |                         |  |
| Clarinette octo-contrebasse | en si    | Hauteur de l'instrument : 1,80 m Longueur du tube : 5,80 m         | Un prototype de cette clarinette a été fabriqué en 1939 par Leblanc, dont la tessiture écrite s'étend jusqu'au ré (sonnant do-2). Depuis 2025, le facteur Foag Klarinettenbau propose un nouveau modèle jouable. Il existe très peu de compositions pour cet instrument expérimental, dont les notes de l'extrême grave ressemblent à des cliquetis. | écrit do2-la6, sonnant si-3-sol3            | 3 octaves + seconde majeure plus bas |                         |  |

La clarinette est un instrument transpositeur (sauf celle en ut naturellement). Par exemple lorsqu'un musicien joue, sur une clarinette en sib, un do qu'il est en train de lire sur sa partition, le pianiste entend un sib. Cela permet de ne pas changer les doigtés principaux entre les instruments d'une même famille: ce sont les notes - et les armures - qui sont décalées sur les partitions de clarinette. Cependant, depuis Schoenberg et Prokofiev, les compositeurs ont tendance « à écrire directement les sons que l'oreille perçoit » sur les partitions d'orchestre.
Conçu par l'acousticien Charles Houvenaghel, un prototype de clarinette octo-contrebasse en métal a été fabriqué en 1939 par Léon Leblanc. Cet instrument était plus grave d'une octave par rapport à la clarinette contrebasse. Elle sonnait comme un jeu d'orgue de 32 pieds. Le projet, très ambitieux de par la taille de l'instrument, a été abandonné. En 1971, une clarinette octo-contralto a également été fabriquée par Léon Leblanc. Décrite et jouée par Cyrille Mercadier lors d'un concert le 2 octobre 2011, elle est exposée avec la clarinette octo-contrebasse au Musée des Instruments à vent de La Couture-Boussey. Après cinq ans de développement, la société Foag Klarinettenbau a présenté en 2025 un modèle commercial en métal de clarinette octo-contrebasse.
Les types de clarinettes utilisées peuvent varier selon les différents ensembles musicaux. Par exemple, dans un orchestre d'harmonie, on retrouve principalement des clarinettes soprano en si♭ et des clarinettes basses, mais aussi parfois des petites clarinettes en mi♭, des clarinettes altos, voire une clarinette contralto.

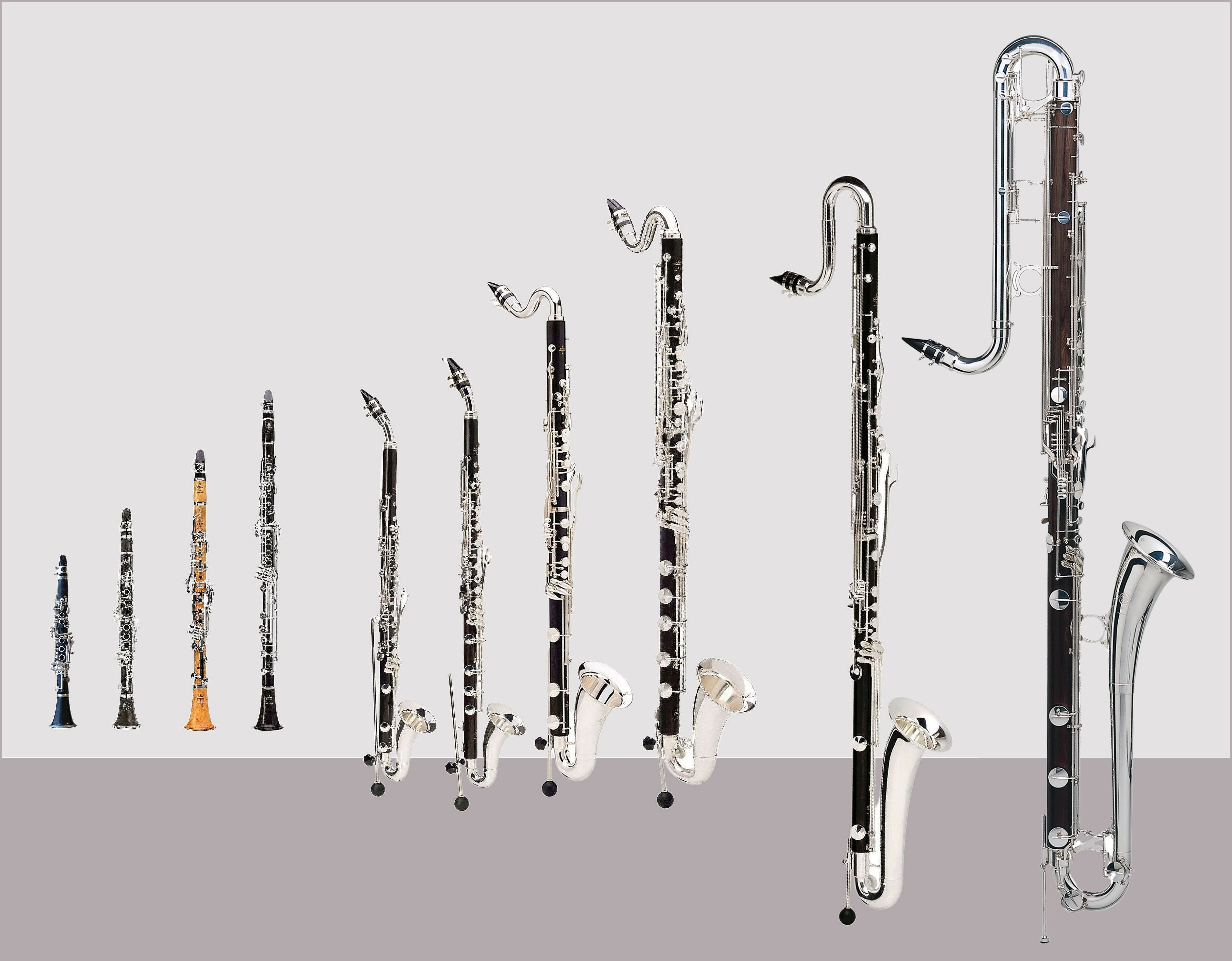
Clarinettes en la bémol, mi bémol et si bémol, clarinette de basset en la, clarinette alto tessiture jusqu'au mi graveflat , cor de basset, clarinette basse tessiture jusqu'au mi graveflat , clarinette basse tessiture jusqu'au do grave, clarinette contralto et clarinette contrebasse
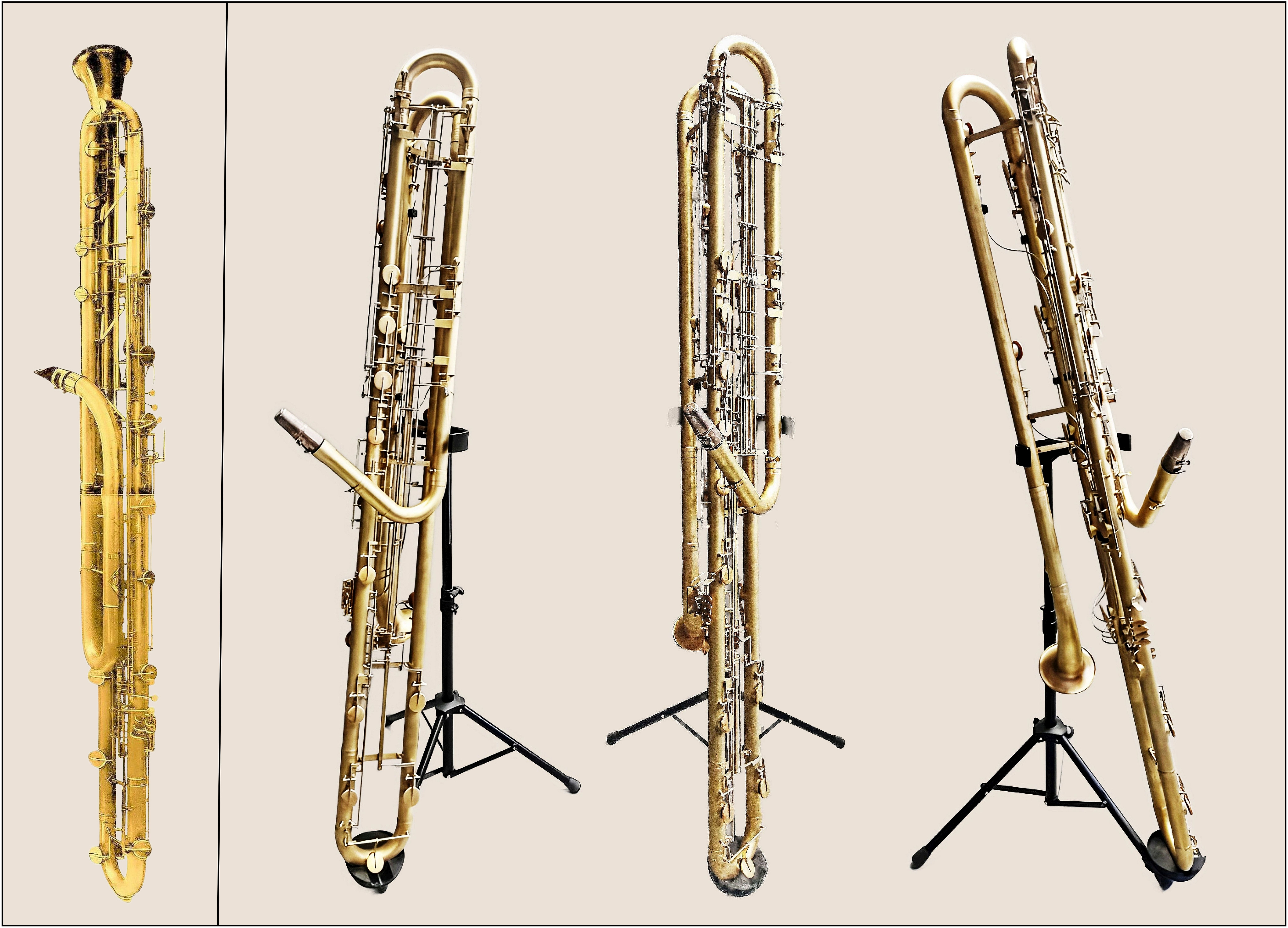
Clarinettes octo-contrebasse de Leblanc (vue à gauche, 1939) et Foag (à droite, 2025).

## Anatomie de la clarinette

### Clarinettes «droites»

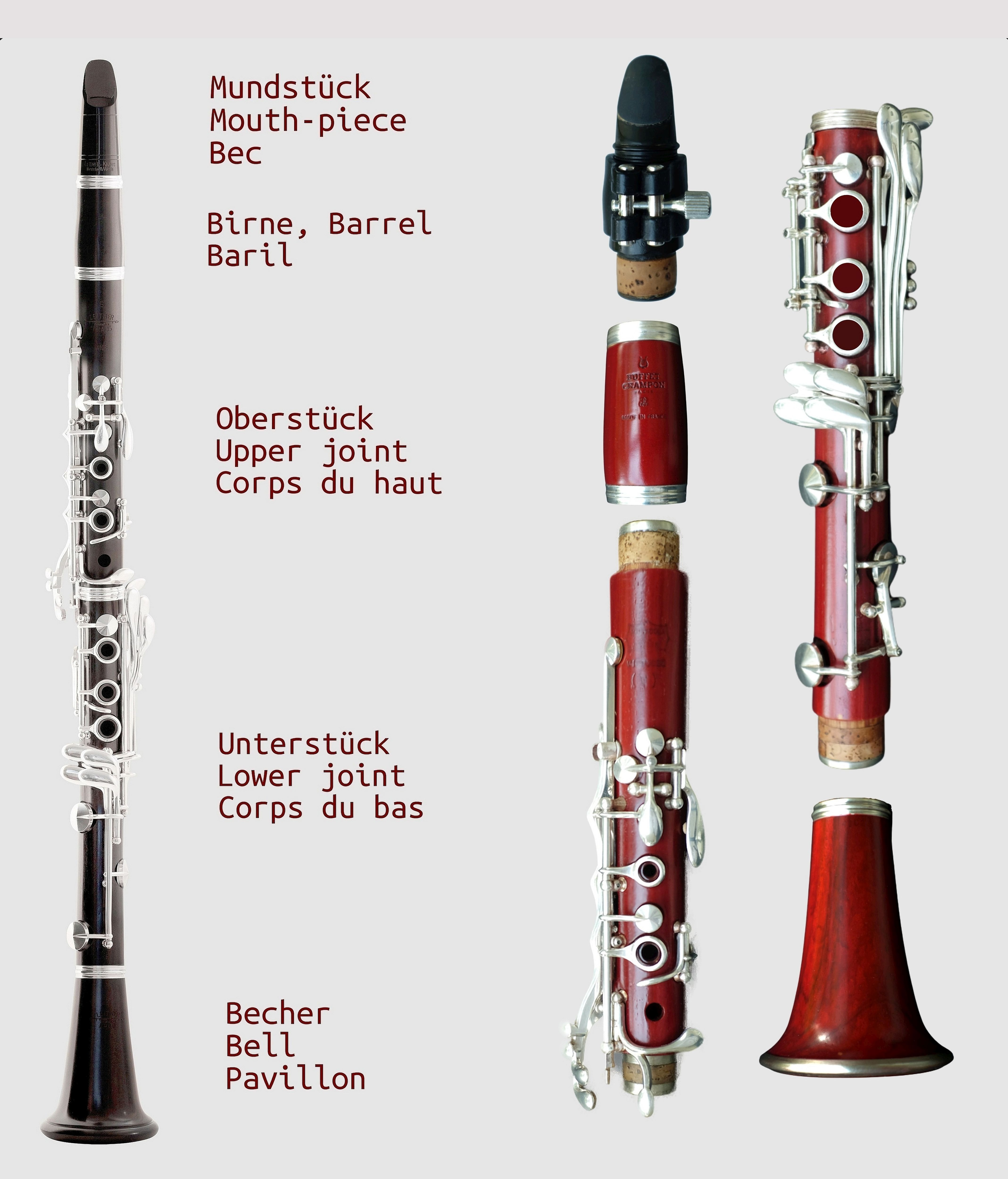
Parties d'une clarinette, à gauche: bec avec ligature, baril, corps du haut; à droite: corps du bas et pavillon.

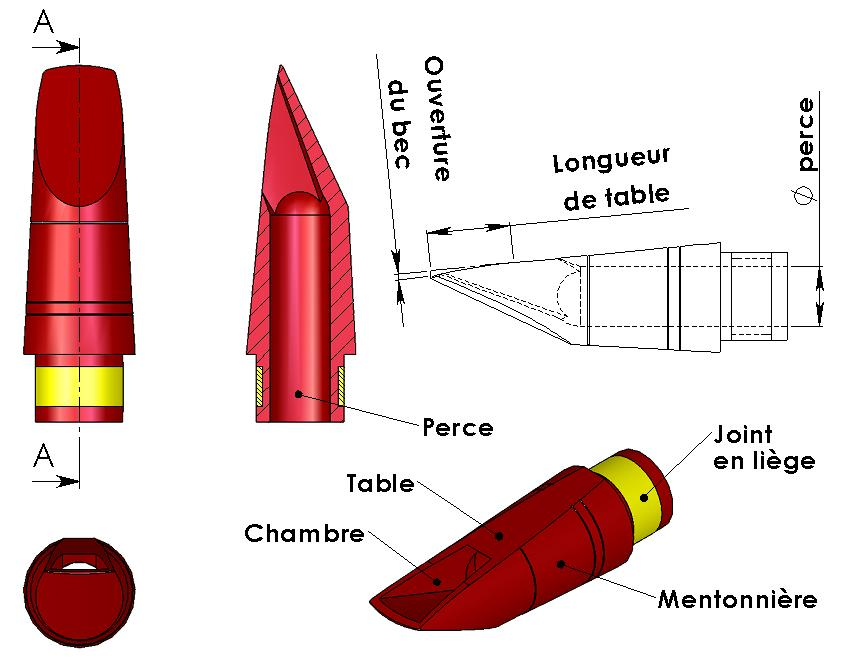
Description du bec.

La clarinette en si (mais aussi celles en la, en ut, en ré et mi) se présente sous la forme d'un long tuyau droit. La clarinette est généralement réalisée en bois noble tel que le grenadille ou le palissandre (au moins pour le corps). Certains modèles, dits d'études, sont parfois moulés en plastique (Resonite, Resotone, ABS…). Dans les années 1930, le jazz a utilisé des modèles en métal,.
En 1994, des clarinettes en matériau composite ont fait leur apparition. Cette gamme d'instruments est développée par Buffet Crampon sous l'appellation Green Line et fabriquée sur la base d'un matériau constitué de 95 % de poudre d'ébène et de 5 % de fibre de carbone. Ces clarinettes présentent les avantages du bois sans leurs inconvénients : elles conservent la sonorité des instruments en ébène, gagnent en légèreté et sont moins sujettes aux fentes.
Les clés sont en maillechort (alliage à base de nickel) plaqué argent, nickel ou or.
Pour des raisons pratiques de fabrication et de transport, les clarinettes soprano (en Si, La ou Ut) se composent en général de 5 éléments principaux (de haut en bas) :
1. le bec, sa ligature et l'anche fixée sur la partie inférieure du bec ;
2. le baril ;
3. le corps supérieur (ou "corps du haut") (pour la main gauche) ;
4. le corps inférieur (ou "corps du bas") (pour la main droite) ;
5. le pavillon.

Les deux parties du corps d'une clarinette (en bois, en plastique, ou en métal) sont parfois frappées d'un numéro de série, sorte d'immatriculation de l'instrument. Cette identification permet notamment de vérifier lors de l'achat d'un instrument d'occasion que les deux éléments appartiennent bien à un instrument unique. Le baril et le pavillon n'étant pas taillés dans la même pièce de bois, et parfois même réalisés dans un autre matériau, ne sont généralement pas marqués.

#### Le bec
Le bec (ou embouchure) est l'élément par lequel l'instrumentiste souffle l'air. Autrefois taillé dans le bois ou dans l'ivoire, il est aujourd'hui principalement moulé en ébonite noire ou blanche, en plastique voire en verre (alors appelé « bec cristal »). Dans tous les cas, la table (partie du bec sur laquelle s'applique l'anche) est finie par usinage ou polissage.
Les becs en ébonite sont les plus fréquemment utilisés et offrent une large gamme de sonorité. Les becs en verre ont un entretien plus simple et une sonorité plus nette ; ils sont plus rares et sont généralement réservés à la musique classique. Moins chers, les becs en plastique ont également une moindre qualité sonore ; ils sont généralement réservés aux instruments d'étude.
L'ouverture (hauteur de flèche de l'anche) et la longueur de la table (longueur libre en flexion de l'anche) sont les principaux paramètres géométriques distinctifs des becs. Un bec ouvert offre plus de puissance mais peut dégrader la qualité du son.
Le choix d'un bec est aussi important que celui de l'instrument. Il influe grandement sur le confort du musicien. Si les conseils de clarinettistes professionnels peuvent aider au choix d'un bec, seuls des essais personnels permettent un choix définitif. Des prototypes de becs à géométrie variable sont développés.

#### L'anche
L'anche est la partie vibrante de l'instrument. Elle est faite en roseau de canne ou en plastique et est placée sur le bec au moyen d'une ligature en métal, en cuir ou en plastique. Les modèles allemands utilisent une cordelette comme ligature. Lorsque la clarinette est montée, l'anche se trouve sous le bec, contre la lèvre inférieure du musicien.
Les anches sont vendues taillées selon un classement de "force", en fonction de la rigidité du morceau de roseau dans lequel elles ont été fabriquées. De nombreux musiciens professionnels taillent ou retaillent eux-mêmes leurs anches. La "force" de l'anche et la géométrie du bec sont liées.
L'anche est à l'origine de la production sonore. Avec son utilisation, une anche se dégrade rapidement, et les fibres du roseau se brisent. La résistance de cette pièce à la pression de l'air, la force de l'anche, est rapidement modifiée. Par conséquent, la façon dont le son est produit est modifiée et affecte le jeu du musicien.
Le temps mis par l'anche pour perdre de sa force est variable. Il dépend de la force initiale de l'anche, de son temps d'utilisation, de la pression d'air exercée par le musicien, et de la façon dont le bec est tenu en bouche (de la puissance avec laquelle le clarinettiste serre l'anche entre ses mâchoires). Pour une utilisation quotidienne de deux heures par jour, l'anche est changée en moyenne toutes les deux semaines.

#### Le baril
Le baril (parfois appelé barillet), situé après le bec, a pour rôle principal l'accord de l'instrument. Beaucoup de clarinettistes se munissent de plusieurs barils de longueurs différentes afin de pouvoir en changer selon les conditions de jeu et du diapason retenu par l'orchestre. La longueur de cette pièce et sa géométrie interne influent sur la longueur totale de l'instrument et donc sur l'accord.
Les corps de la main droite et de la main gauche peuvent également être écartés l'un de l'autre, allongeant la taille de l'instrument. Cependant les écarts relatifs des orifices de chacun de ces corps sont calculés pour être fixes. La clarinette est très sensible à toute modification de ces longueurs. Il faut éviter d'utiliser ce moyen pour l'accord. Les professionnels réussissent à compenser la justesse simplement en modifiant leur technique d'embouchure et le support aérodynamique. Dans les cas extrêmes, le recours à des barillets de tailles différentes devient inévitable.

#### Le corps du haut et le corps du bas
Les deux corps situés entre le baril et le pavillon de l'instrument comportent des trous, les anneaux et les clés. Ces morceaux de bois sont traversés par la perce (perçage interne) et percés d'emplacements (trous bouchés par les clés) et de bosses (trous bouchés par les doigts). Les doigts de l'instrumentiste bouchent les différents trous en fonction de la note jouée. Lorsqu'un trou est hors de portée des doigts (car situé en haut, en bas et sur les côtés de l’instrument), l'instrumentiste utilise les clés prévues à cet effet.
Sur certains instruments, l'obturation des bosses n'est pas confiée aux doigts eux-mêmes mais à des plateaux munis de tampons. On parle alors de clarinette à plateaux. Ceci peut s'avérer utile aux musiciens ayant des difficultés à assurer avec leurs doigts un bouchage parfait (arthrose, par exemple).
Certaines clarinettes (en ré, en mi, mais souvent aussi les clarinettes en métal) ont un corps en une seule partie.

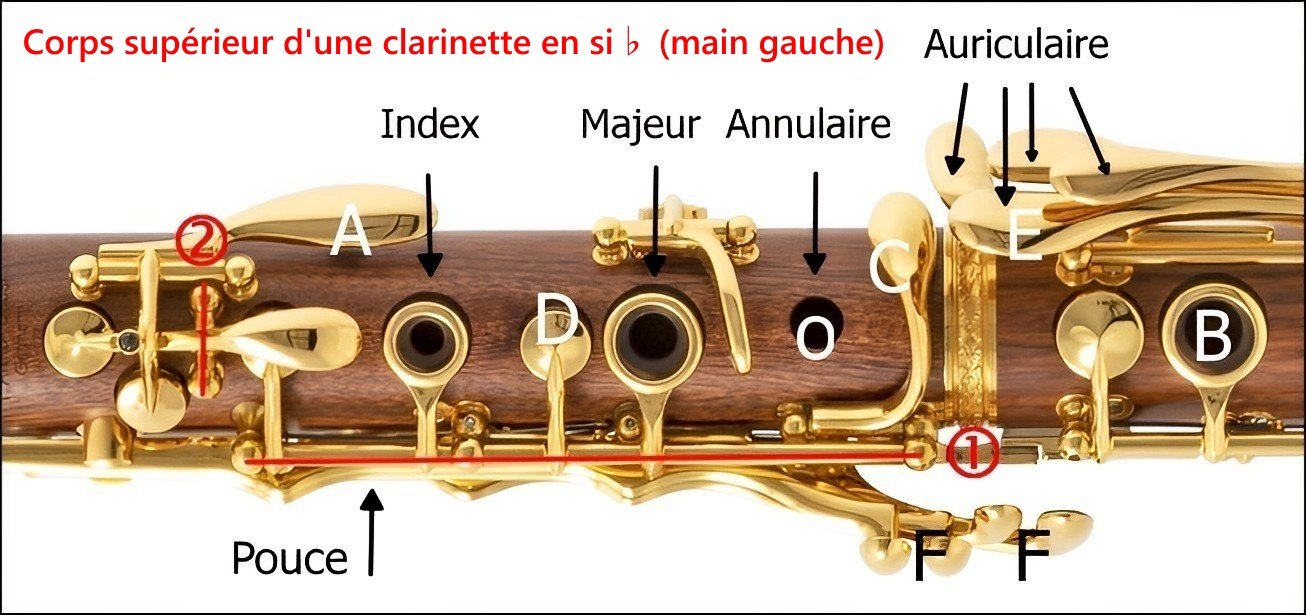
Différents types de clé sur une clarinette.
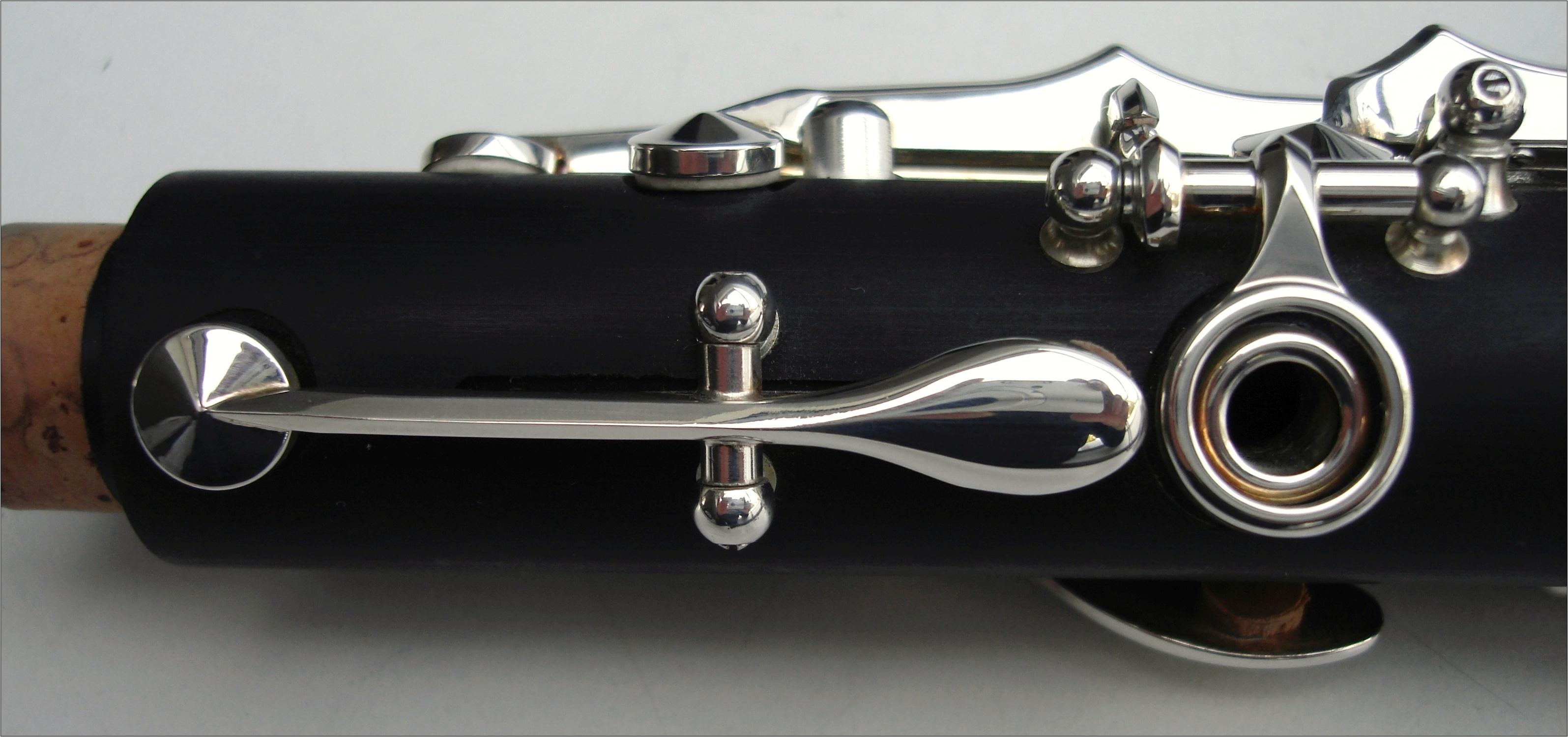
Clé de douzième / clé du registre
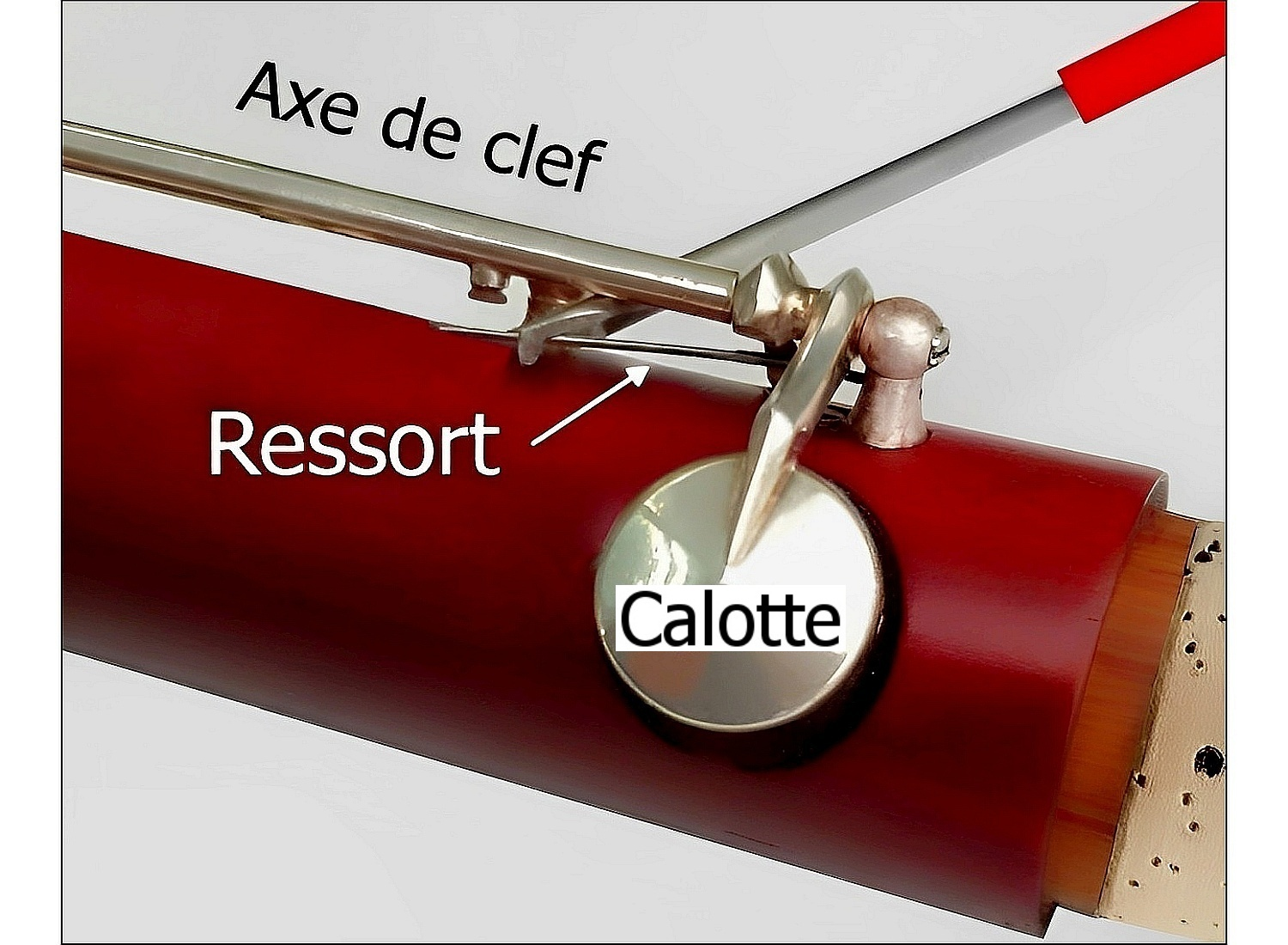
Axe de clé et ressort de la clarinette

#### Le pavillon
En prolongeant le chalumeau, le pavillon permet l'émission d'une note plus grave (le mi) qui par quintoiement, donne le si (dit bouché) grâce à la clé de douzième (ref nécessaire). Ainsi la gamme de la clarinette est complète .
Enfin, cette pièce de forme évasée favorise une bonne diffusion du son des notes bouchées : mi, fa, sol, la pour le grave. Elle résout le problème de la justesse relative des notes les plus graves des registres grave et clairon.

### Clarinettes «à bocal»

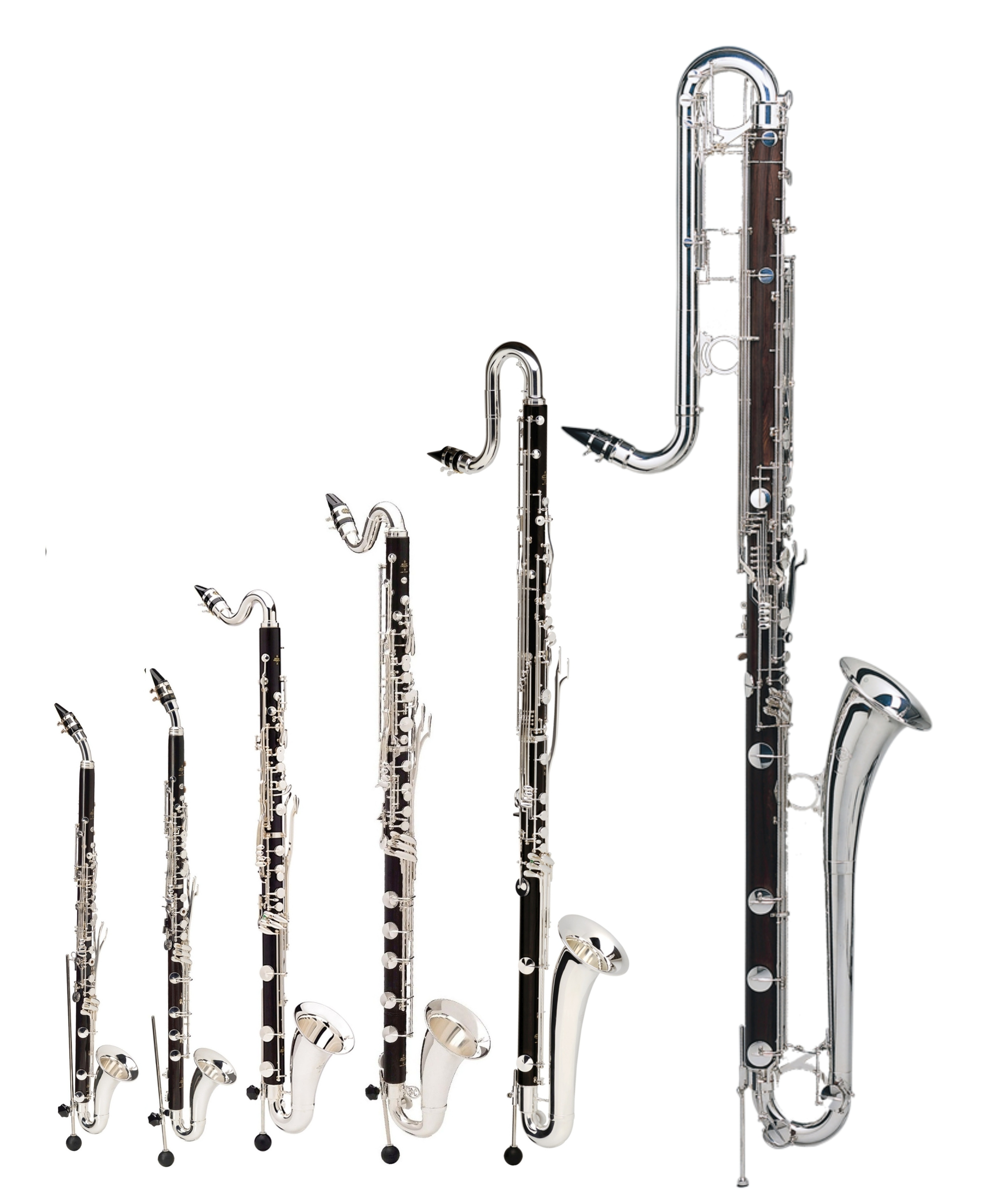
6 clarinettes « à bocal » : clarinette alto, cor de basset, clarinettes basse au mib et à l'ut grave, clarinette contralto et clarinette contrebasse.

Les modèles de clarinettes graves présentent quelques différences structurelles par rapport aux clarinettes droites. Il s'agit du cor de basset et des clarinettes alto, basse, contralto et contrebasse. Hormis les proportions plus grandes rendant leur tessiture plus grave, l'allongement global du tube est obtenu en partie, par l'ajout de pièces cintrées réduisant ainsi son encombrement : le bocal et le pavillon sont réalisés en métal (mêmes alliages que pour les saxophones ou les cuivres). Pour les plus grandes clarinettes, le corps lui-même peut être métallique.
Du fait du poids élevé de l'instrument, une béquille fixée sous le pavillon le maintient à hauteur. Les grandes clarinettes se jouent principalement en position assise.
Enfin, les modèles graves disposent de notes supplémentaires dans le registre grave, le mi essentiellement, voire jusqu'au do pour le cor de basset et certaines clarinettes basse et contrebasse.

### Caractéristiques physiques
Pour une clarinette en si, le tableau ci-dessous donne les dimensions et autres données physiques liées à l'instrument. Pour certains cas particuliers, ces valeurs pourront s'écarter des plages proposées.
|                                     | Valeur mini                          | Valeur maxi                         |
| ----------------------------------- | ------------------------------------ | ----------------------------------- |
| Longueur                            | 660 mm                               | 670 mm                              |
| Masse                               | 700 g Modèle d’étude corps en ABS    | 900 g Modèle en ébène               |
| Perce                               | ø 13 mm                              | ø 16 mm                             |
| Diamètre extérieur du corps         | ø 27 mm                              | ø 31 mm                             |
| Trous Diamètre et écartement moyens | ø 5 mm écart : 22 mm (corps du haut) | ø 9 mm écart : 25 mm (corps du bas) |
| Notes entendues (en ut)             | ré (2) à 147 Hz                      | si (5) à 1 867 Hz                   |

## Fonctionnement de la clarinette

### Prise en main de l'instrument

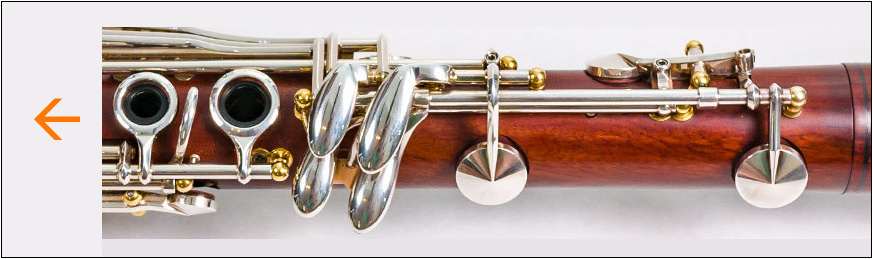
Clés de l'auriculaire de la main droite.

Position des doigts sur la clarinette. Exemple pour l'exécution du fa# clairon en doigté fourche

Comme presque tous les instruments à vent, la clarinette se tient avec la main gauche en haut du corps (plus près de la bouche) et la main droite en bas du corps. Sur le corps inférieur, une patte accueille le pouce droit qui maintient l'instrument, et qui n'intervient pas dans le jeu. Le poids de l'instrument repose entièrement sur ce doigt, les clarinettistes peuvent souffrir de tendinite lors d'une pratique prolongée. Les jeunes instrumentistes peuvent alors utiliser un collier.
La clarinette est tenue en bouche et les bras avec un angle de 30° à 45° avec le corps du musicien. Le corps du haut possède quatre trous qui sont bouchés par le pouce, l'index, le majeur et l'annulaire de la main gauche. Le corps du bas possède trois trous. Ils sont bouchés par l'index, le majeur et l'annulaire de la main droite et dans le même ordre. Les auriculaires de chaque main permettent de manipuler les clés de bas de registre. Chaque auriculaire est utilisé pour contrôler quatre clés. Le travail de ces doigts est certainement celui qui demande le plus d'efforts au début. Le changement d'instrument peut nécessiter un temps d'adaptation.
Comme tous les instruments à trous, la note jouée est d'autant plus aiguë que le nombre de trous ouverts est grand et la note la plus grave est obtenue lorsque tous les trous sont bouchés. Pour un même registre, les doigtés des autres notes, s'obtiennent en ouvrant progressivement les trous de la main droite puis ceux de la main gauche.

### Émission sonore

Vibration de la colonne d'air dans l'instrument.

Le son est une onde qui se propage dans l'air. Elle résulte d'une variation locale de pression. Les étapes du déroulement d'un cycle d'oscillation de la colonne d'air (en régime d'anche battante) sont les suivantes :
1. La colonne d'air contenue dans la perce de l'instrument est à pression atmosphérique et se déplace en direction du pavillon (ou du premier trou ouvert). La minuscule fente entre le bec et l'anche ne permet qu'à une quantité infime d'air d'entrer dans l'instrument. Ceci crée une dépression dans le bec. La différence de pression entre les deux faces de l'anche augmente, ce qui provoque la fermeture immédiate de l'anche (un peu comme une porte qui claque dans un courant d'air) ;
2. Une onde de dépression progresse dans le corps de l'instrument et arrive au 1er trou ouvert ;
3. L'air extérieur, à pression atmosphérique, est aspiré par la dépression. Cet air qui jusqu'ici sortait par le trou ouvert change brusquement de direction et entre dans la perce ;
4. La dépression se comble progressivement au fur et à mesure de la progression de l'onde de dépression en direction du bec ;
5. Lorsque toute la colonne d'air contenue dans la perce se trouve à pression atmosphérique (se déplaçant en direction du bec), la différence de pression entre les deux faces de l'anche diminue, ce qui ouvre l'anche ;
6. La progression de la colonne d'air est stoppée net avec la soudaine confrontation avec l'air sous pression régnant dans la bouche. On observe alors la formation d'une onde de surpression se dirigeant vers le 1er trou ouvert ;
7. Quand elle y arrive, l'air qui entrait dans la perce change brusquement de direction et sort par le trou ;
8. La surpression se comble progressivement et on se retrouve au début du cycle, lorsque toute la colonne d'air se retrouve à pression atmosphérique, se déplaçant en direction du pavillon.

Ce cycle se répétant à fréquence constante, on obtient l'émission d'une note dont la hauteur est liée à cette fréquence. Ainsi le la3, à 440 Hz, est obtenu quand ce cycle se produit 440 fois par seconde. La clarinette est le deuxième instrument le plus sonore dans l'orchestre symphonique, atteignant 103 décibels à son maximum.

## La clarinette dans les formations musicales

### Orchestre symphonique
Dans l'orchestre symphonique, la clarinette s'inscrit au pupitre des bois. La plupart du temps une à deux clarinettes sopranos sont utilisées (si ou la, suivant la tonalité des morceaux). Une clarinette basse peut compléter la formation, pour la première fois dans l'opéra Les Huguenots de Giacomo Meyerbeer (acte V). Plus rarement, certaines pièces plus modernes, telles que le Boléro de Ravel, la Symphonie fantastique de Berlioz ou bien les symphonies de Mahler, font usage d'une petite clarinette en mi. Mozart a également beaucoup utilisé le cor de basset, notamment dans la Sérénade KV 361 Grande Partita pour 13 instruments et dans son Requiem KV.626, ou encore la clarinette de basset (en Si bémol ou en La), qu'il utilise pour de superbes interventions dans son opéra La Clémence de Titus (La clemenza di Tito). C'est pour cet instrument que le concerto pour clarinette KV.622 fut composé. Aujourd'hui, les clarinettistes l'interprètent généralement sur la clarinette en La.

### Orchestre de chambre
Les orchestres de chambre étant de petits orchestres, ils ne rassemblent pas obligatoirement tous les pupitres de l'orchestre symphonique. Certains bois viennent apporter une couleur différente au son des violons, parmi lesquels la clarinette occupe une place privilégiée. L'Orpheus Chamber Orchestra est un bel exemple de ce type de formation ; dans leur enregistrement consacré à Aaron Copland, la clarinette tient une magnifique partition.

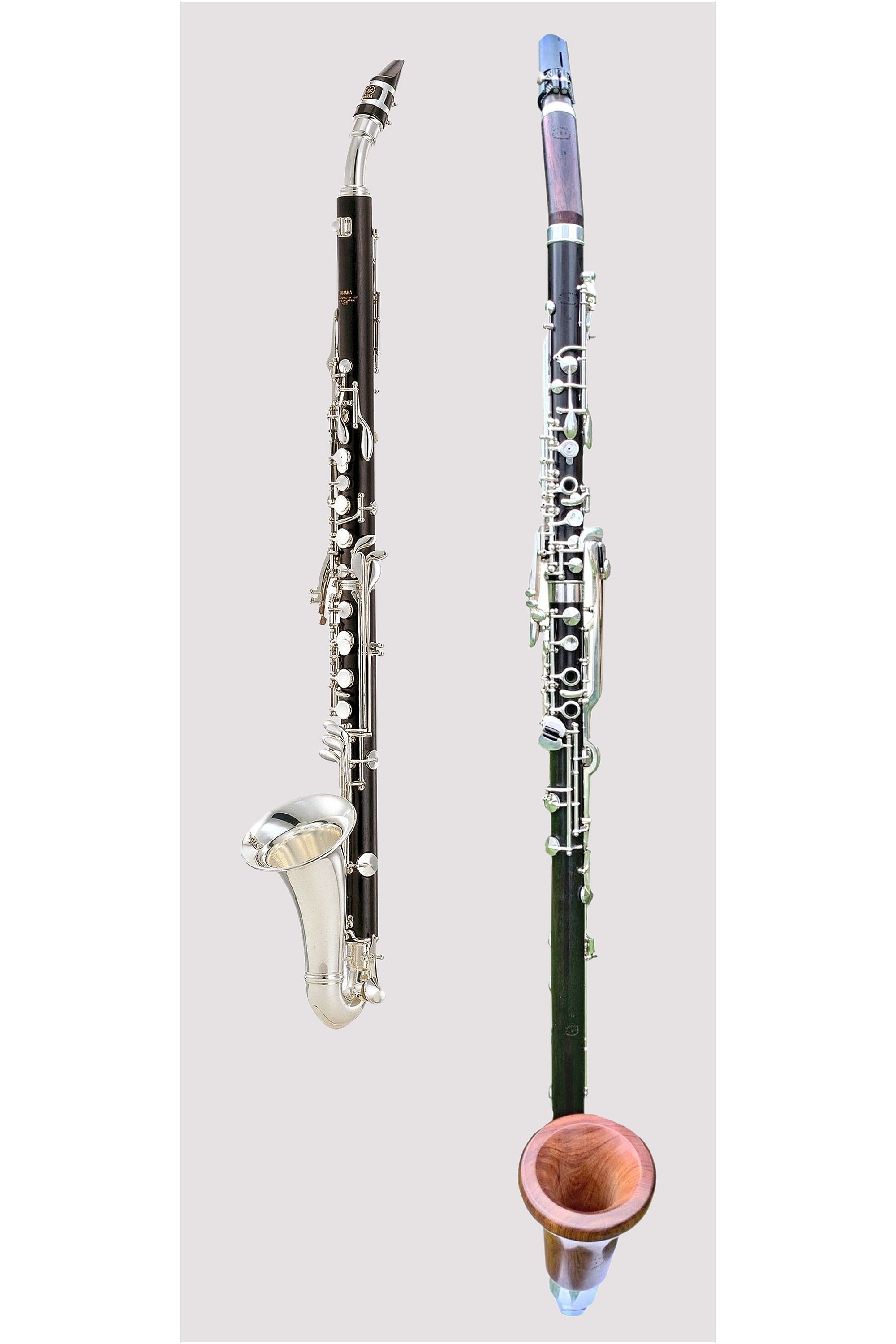
Deux clarinettes alto modernes en mib : système Boehm jusqu'au mib grave, système allemand jusqu'à l'ut grave
(Yamaha et Dietz)

Il existe aussi des orchestres de chambre composés exclusivement de clarinettes, interprétant des pièces transcrites ou dédiées. Ces formations sont composées de trois ou quatre instruments comprenant essentiellement des clarinettes sopranos (duo, trio, quatuor de clarinettes sopranos) et complétées éventuellement par une clarinette basse.
Un ensemble complet de clarinettes est formé par quatre à cinq clarinettes sopranos, une clarinette alto, une clarinette basse et éventuellement une clarinette contralto et/ou contrebasse. Certains ensembles de clarinettes disposent de quasiment toutes les tailles de clarinettes, pour autant de variété de timbre.

### Orchestre d'harmonie
La clarinette si est à l'harmonie ce qu'est le violon à l'orchestre symphonique. Pour une harmonie de 50 musiciens, on compte idéalement 10 à 12 clarinettes réparties sur trois voix. Ce pupitre est souvent situé à gauche du chef d'orchestre, c'est-à-dire à la même place que les violons de l'orchestre symphonique, face aux saxophones.
Dans les plus gros orchestres, on trouvera également une à deux petites clarinettes mi, une clarinette alto, une à deux clarinettes basses et, à l'occasion, une clarinette contralto ou contrebasse.

### Musique de chambre
Outre son rôle dans des œuvres de musique de chambre, les quintettes avec clarinette et quatuor à cordes étant les plus connues, la clarinette est un élément du quintette à vent avec la flûte, le hautbois, le basson et le cor. De nombreuses compositions ont été écrites pour cet ensemble depuis le début du XIXe siècle.
Le trio d'anches sous la forme d'un ensemble avec la clarinette, le hautbois et le basson rencontre un grand intérêt de la part des compositeurs à partir des années 1930, probablement sous l'action de Louise Hanson-Dyer, fondatrice de la maison d'édition « Éditions de l'Oiseau-Lyre ».

### Autres formations
On retrouve également la clarinette dans certains « stages band », souvent jouée par un saxophoniste. Dans un big band, un des saxophonistes peut aussi parfois jouer de la clarinette sur certains morceaux.

## Emploi dans les principaux styles musicaux dits classiques

### La musique de style baroque (XVIIeet la première moitié duXVIIIesiècle)
La présence de la clarinette est très rare dans la musique baroque, notamment par le fait qu’elle n’a été créée qu'en 1690. On peut néanmoins citer l’Ouverture HWV 424 de Georg Friedrich Haendel où l’on trouve deux clarinettes.
La généralisation de l'utilisation de la clarinette commence au XVIIIe siècle. À cette époque l'instrument est en cours de maturation et des modèles de grandes factures voient le jour. Elle est inconnue de Mattheson en 1713, mais Vivaldi signe les deux premiers concertos grosso RV 559 et RV 560 avec deux clarinettes et deux hautbois dès 1716,. C’est dans la même année qu’il introduit deux clarinettes dans l’oratorio Juditha triumphans
En France, Rameau introduit la clarinette à l’opéra en 1749 pour sa tragédie en musique Zoroastre,.
On retrouve également aujourd’hui de nombreuses adaptations de musiques baroques à la clarinette, telles que celles de Jean-Sébastien Bach.

### La musique de style classique (XVIIIesiècle)
À la fin des années 1740, au début de la période classique, les clarinettes sont introduites à l’orchestre de La Pouplinière à Paris. Le clarinette solo de cet orchestre est Gaspard Procksch, et c’est pour lui que Johann Stamitz écrit son Concerto en si bémol majeur. Ce concerto est le premier à être écrit pour la grande clarinette en si-bémol et à couvrir toute la tessiture employée à cette époque : plus de trois octaves. Au même moment, Johann Melchior Molter écrit six concertos pour clarinette en ré.
Les clarinettes apparaissent dans l'orchestre symphonique chez Johann Stamitz, Ruggi, Schencker dès 1754, au Concert Spirituel, à Mannheim par Stamitz en 1758,, mais sont rarement employées jusqu’aux années 1780. De nombreux compositeurs ont toutefois écrit des concertos pour cet instrument : Karl Stamitz, František Xaver Pokorný, Johann Baptist Vanhal, Leopold Kozeluch, Franz Anton Hoffmeister, Ignaz Pleyel et beaucoup d’autres. Les clarinettistes virtuoses tels que Heinrich Backofen, Franz Tausch, Johann Joseph Beer, John Mahon, Michel Yost et Jean-Xavier Lefèvre ont également écrit des concertos. On compte également quelques concerti pour deux clarinettes, tels que ceux de Karl Stamitz et Franz Krommer. La première sonate pour clarinette est écrite en 1770 par le compositeur Napolitain Gregorio Sciroli.
Wolfgang Amadeus Mozart joue un rôle déterminant dans l’histoire de la clarinette. Il l’utilise pour la première fois en 1771 dans son Divertimento KV113, dans la symphonie « Parisienne » (1778) et plus fréquemment après le début des années 1780. Tous ses opéras à partir d’Idomeneo font appel à la clarinette, ainsi que les symphonies no 31, 35, 39 et 40, les concertos pour piano no 22, 23 et 24. Mozart est l’un des premiers compositeurs à utiliser la clarinette en musique de chambre. Il écrit trois sérénades pour les vents, le quintette pour vents et piano, le quintette avec clarinette et le trio avec alto et piano (dit « des quilles »). Ces deux dernières œuvres sont écrites pour le virtuose Anton Stadler, ami du compositeur, et franc-maçon comme lui. C’est aussi pour Stadler que Mozart écrit son Concerto pour clarinette en la majeur, KV 622. Certaines œuvres de Mozart employant la clarinette et le cor de basset sont restées inachevées.

### La musique de style romantique (XIXesiècle)
Alors que la période classique avait fait un usage intensif de la clarinette en tant qu'instrument soliste, la musique romantique du XIXe siècle utilisera principalement la clarinette en tant qu'instrument d'orchestre dont elle devient membre permanent. Franz Schubert, Hector Berlioz, Mikhaïl Glinka, Richard Wagner, Giuseppe Verdi, Johannes Brahms, Piotr Ilitch Tchaïkovski, Nikolaï Rimski-Korsakov et beaucoup d’autres compositeurs lui confient les solos d’un caractère tranquille et joyeux ainsi que dramatique même tragique.
Outre son rôle d'instrument d'orchestre la clarinette reste utilisée comme instrument soliste de concerto et dans la musique de chambre.
Les œuvres de Carl Maria von Weber font une partie importante du répertoire de la clarinette. Weber utilise cet instrument en tant que soliste pour la première fois en mars 1811, quand il vient à Munich et fait connaissance de Heinrich Joseph Bärmann, clarinette solo à l’orchestre de la cour du roi de Bavière. Le Concertino en mi bémol majeur a beaucoup de succès et Weber écrit pour Bärmann deux autres grand concertos, en fa mineur, op.73, et en mi bémol majeur, op.74. Plus tard Weber écrit les Variations pour clarinette et piano et le Quintette pour clarinette et cordes, tous deux également pour Bärmann. Sa dernière œuvre pour la clarinette, le Grand duo concertant pour clarinette et piano, est dédiée à un autre virtuose de son temps : Johann Simon Hermstedt. C’est aussi pour Hermstedt que Louis Spohr écrit ses quatre concertos pour clarinette. Selon les sources, Bärmann jouait une clarinette à dix clefs acquise en 1809 chez Griessling & Schlott à Berlin ou utilisait déjà un modèle à douze clefs lors d'une tournée à Paris en 1808.
Comme au siècle précédent, certains clarinettistes composent eux-mêmes les œuvres pour leur instrument. C’est le cas de Bernhard Henrik Crusell qui écrit trois concertos et les Variations sur un air suédois, ou des clarinettistes italiens tels que Benedetto Carulli, Ernesto Cavallini, Luigi Bassi, dont on doit des nombreuses fantaisies sur les thèmes des opéras italiens.
À cette époque beaucoup de pièces utilisent la clarinette en musique de chambre. Les formations et les œuvres sont variées. On trouve cet instrument dans les œuvres de Ludwig van Beethoven (duos pour clarinette et basson, trio avec piano et violoncelle, quintette pour vents et piano, septuor pour cordes et vents), Franz Schubert (Octuor), Felix Mendelssohn (Sonate avec piano, deux Konzertstücke avec cor de basset et piano), Robert Schumann (Phantasiestücke pour clarinette et piano, Märchenerzählungen avec piano et alto) et d’autres compositeurs.
Johannes Brahms, inspiré par Richard Mühlfeld, écrit dans les dernières années de sa vie quatre œuvres pour la clarinette : deux sonates avec piano, le trio avec violoncelle et piano et le quintette avec cordes. Sous l’influence de Brahms sont écrits le trio d’Alexander von Zemlinsky et la sonate de Gustav Jenner.

### La musique de style moderne (débutXXesiècle)
La clarinette est très utilisée dans la musique moderne du début du XXe siècle. Les principaux compositeurs de cette période ont écrit pour l'instrument.
La clarinette est utilisée dans la plupart des formations instrumentales, depuis les pièces pour clarinette seule (Igor Stravinsky), jusqu'aux pupitres des bois des orchestres. La clarinette reste un instrument de choix pour la musique de chambre. On compte de nombreuses œuvres pour clarinette et piano (Max Reger, Camille Saint-Saëns, Francis Poulenc, Claude Debussy, Alban Berg). L'instrument intervient avec les cordes dans des trios (Béla Bartók, Igor Stravinsky, Darius Milhaud, Ernst Křenek) et des quatuors (Olivier Messiaen et Paul Hindemith).
L'instrument reste utilisé pour des concerti : Carl Nielsen, Jean Françaix, Aaron Copland sur commande de Benny Goodman, ou encore Paul Hindemith, dont le concerto est également créé par Benny Goodman en 1950.
À l'orchestre, la clarinette incarne le chat dans Pierre et le Loup de Sergueï Prokofiev, et un de ses emplois les plus fameux est le glissando virtuose qui introduit la Rhapsody in Blue de George Gershwin, ce solo redoutablement difficile est une sorte d'indicatif de l'œuvre et est demeuré célèbre.

#### Le Carnaval des animaux
Dans cette composition de Camille Saint-Saëns, la clarinette joue dans quatre des quatorze mouvements, à savoir :
- Poules et coqs

Exemple rarissime de musique purement imitative, ce caquetage concertant, auquel vient s'ajouter la clarinette, est un morceau de bravoure, au caractère très ironique. La clarinette y renforce à un court instant le caquetage présomptueux des coqs.
- Le Coucou au fond des bois

C’est sans doute l’un des thèmes les plus connus à la clarinette. Son originalité réside dans le fait que la clarinette a le privilège de répéter 21 fois le même motif, sur les mêmes deux notes (2 croches Ré4-Sib3, à l’oreille Do4-Lab3), alors que le piano mène la mélodie seul par des accords lents… Par ces deux notes répétées inlassablement, la clarinette imite le son du coucou, renforçant ainsi le côté satirique de la pièce.
- Fossiles

Passage parodique évoquant, outre les animaux disparus, les vieux airs d'époque. La clarinette reprend le thème du Barbier de Séville de Gioachino Rossini una voce poco fa et plaisante même avec sa propre Danse macabre, rendue gaie pour l'occasion ! On y entend très clairement un fragment d’Au clair de la lune, par la clarinette.
- Finale

Ce dernier morceau équivaut à la parade des fins de revue. La clarinette y joue tout au long, côte à côte avec la petite flûte.

### La musique de style contemporain (post Darmstadt, après 1949)
La clarinette est utilisée par les compositeurs contemporains. C'est le cas dans :
- Madrigal I de Henri Pousseur, 1956
- Sonate, pour clarinette seule de Germaine Tailleferre, 1957
- Domaines, en version pour clarinette solo (1961) et en version avec ensemble (rév. 1969) et Dialogue de l'ombre double (1985), avec électronique de Pierre Boulez
- Cinq mouvements, pour quatuor de clarinettes, de Claude Arrieu, 1964
- Sonate, pour clarinette seule de Edison Denisov, 1972
- Sequenza de Luciano Berio, 1980
- Ombra pour clarinette contrebasse de Franco Donatoni, 1984
- Dites-moi la neige, pour clarinette et 2 quatuors à cordes, op.17, de François Leclère, 1995
- Génération, concerto grosso pour trois clarinettes et orchestre de Jean-Louis Agobet, 2002
- Concerto Grosso no 2 pour 5 clarinettes et orchestre, de Krzysztof Penderecki, 2004
- Épitaphe, pour clarinette en la et piano, de Karol Beffa, 2009
- Feux d’artifice, pour quatuor de clarinettes, de Karol Beffa, 2011
- Ahatonhia again, pour quatuor de clarinettes, de Sophie Lacaze, 2017
- Eshu pour 15 clarinettes (de la petite mi à la contrebasse si) et percussions de Pierre Angot

## Musiques folkloriques et traditionnelles
La clarinette est représentée depuis la fin du XIXe siècle dans bien des musiques traditionnelles européennes, mais il convient de rappeler qu'il existe aussi depuis fort longtemps de par le monde des clarinettes dites « primitives », ayant les mêmes caractéristiques de productions sonores, mais réalisées dans des matériaux et à l'aide d'une facture plus simple, ainsi en est-il de l'arghoul ou de la clarinette double de l'Égypte antique.

### Les musiques des Balkans
La clarinette est aujourd'hui, avec le saxophone, l'instrument roi de la musique des Balkans. On la trouve notamment en Bulgarie, en Macédoine (grneta), en Serbie (gërnëte), en Grèce (klarino), en Arménie (klarnet), et dans le Banat au sud de la Roumanie où elle est colportée par les musiciens tsiganes ou juifs. Elle est présente dans des ensembles chalgia qui jouent dans les noces, les danses (berance) les fêtes de village, et aujourd'hui dans des concerts « modernes » où se marient claviers, batterie, et instruments traditionnels. Elle intègre tout autant les petites formations grecques koumpania que des duos instrumentaux avec une percussion (daouli ou toumbeleki) où elle joue un rôle de soliste. On la retrouve aussi dans l'accompagnement de la danse Tsifteteli. Tassos Halkias en est un interprète notable.
Devant jouer parfois toute une nuit, le clarinettiste préfère les becs ouverts et les anches faibles. Le son qui en ressort est très caractéristique : embouchure relâchée, détaché léger mais toujours présent, suivant les ornementations des doigts pour obtenir le fameux « Tay-ta ». Afin de produire au mieux ces ornementations, les clarinettistes préfèrent souvent utiliser les systèmes « Full Boehm ».

### La musique bretonne
La clarinette est présente dans la musique bretonne depuis les années 1840. Le clarinettiste est appelé "soner treujenn-gaol" en breton, "soner" désignant le sonneur et "treujenn-gaol" fait référence au "tronc de choux" qui est la tige des choux à vaches qui laisse apparaître un creux lorsque l'on coupe une feuille. Elle est le plus souvent jouée en duo, imitant les couples de kan ha diskan (chant et déchant), en utilisant des effets de tuilage : le premier clarinettiste joue une phrase, le deuxième commence à jouer les dernières notes de la phrase puis la reprend du début. Un tambour peut se joindre au couple, comme pour le couple biniou et bombarde, mais il est aussi possible de jouer seul. Le répertoire des musiciens (sonneurs) était constitué d'airs : de danses, à marcher, de circonstances… accompagnant tout le cérémonial du mariage traditionnel. Aujourd'hui on retrouve la Treujenn-gaol principalement dans les festoù-noz, jouée en couple, ou dans des groupes. Des groupes bretons de concert aux influences jazz, rock ou World music l'utilisent aussi.
Certains facteurs font aujourd'hui des clarinettes diatoniques (sans clef de quintoiement), avec de 1 à 5 clefs, généralement en sol.

### Le klezmer

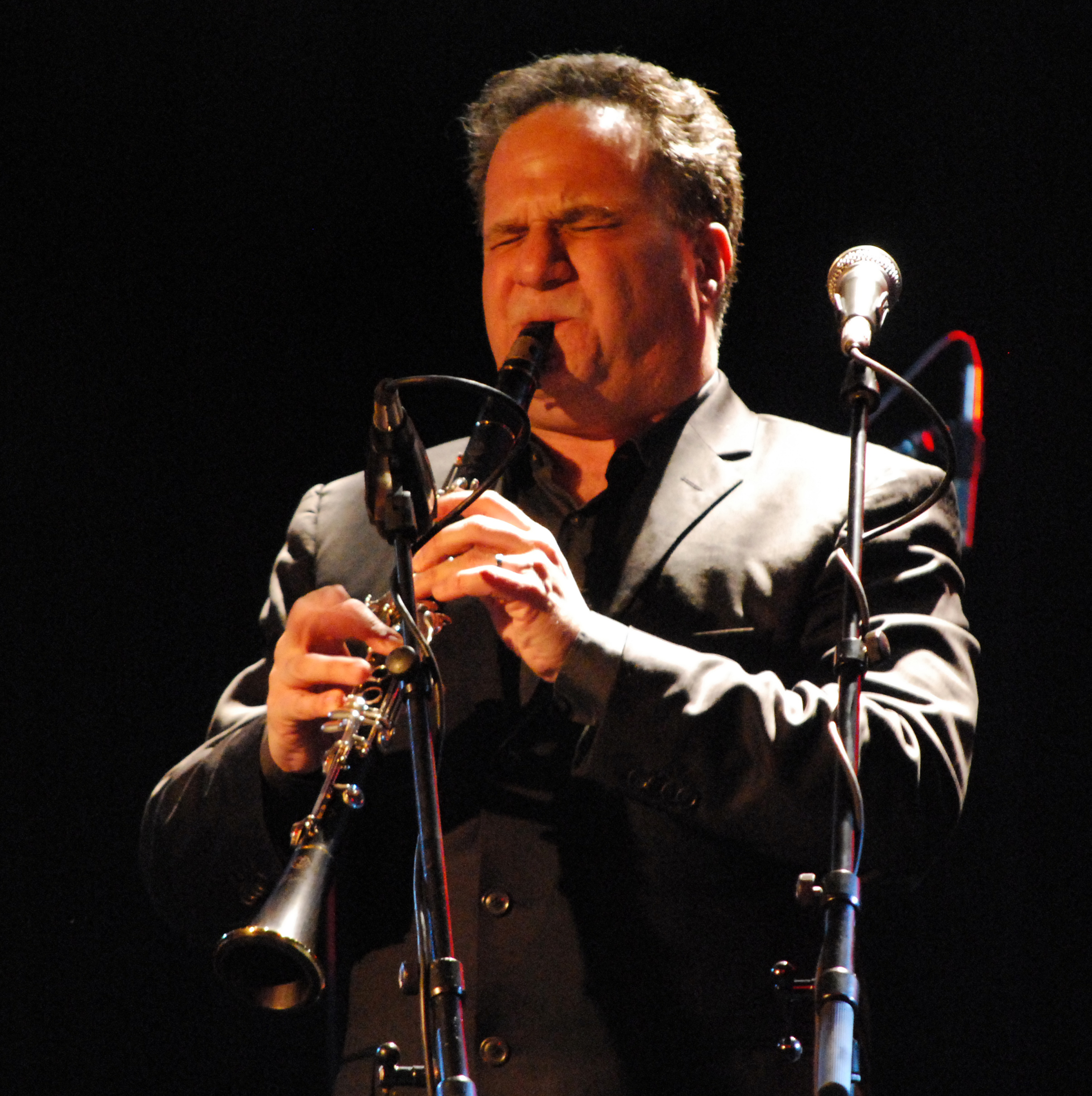
David Krakauer.

La clarinette semble avoir été introduite dans les ensembles de musique klezmer au début du XIXe siècle et constitue l'instrument dominant depuis les premières décennies du XXe siècle, supplantant le violon.
Le système Albert, utilisé par les clarinettistes européens, et les clarinettes en ut furent progressivement remplacées au début du XXe siècle par des clarinettes en si bémol utilisant le système Boehm.
La grande vague migratoire des juifs européens fuyant l'antisémitisme vers les États-Unis et en particulier New York apporte avec elle la musique klezmer. La scène new-yorkaise est alors dominée par Naftule Brandwein, Dave Tarras et Shloimke Beckerman (en).
Les clarinettistes contemporains les plus connus en la matière sont Giora Feidman et David Krakauer.

### Pito y tambor

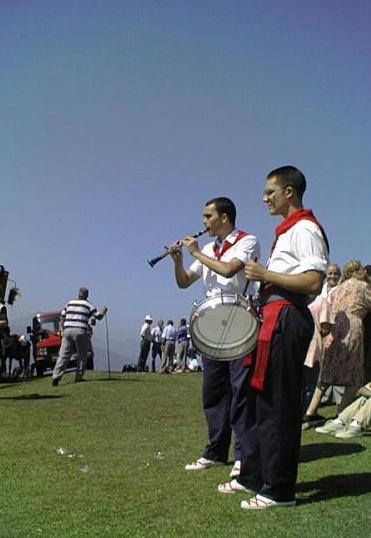
Folklore en Cantabrie.

En Cantabrie, région du nord de l'Espagne, parmi les styles de musique folklorique, on trouve les « piteros », duo composé d'une caisse claire (tambor) et d'une clarinette (pito), qui donnent son nom à ce type de formation. Très mobiles, ils se produisent lors des fêtes de village, foires ou pèlerinages. Les thèmes joués, appelés « jotas montañesas » sont sur une base rythmique à 3/4 (à 200 environ à la noire), sur lesquels s'exécutent spontanément des groupes de danseurs improvisés.
Cette clarinette en mi (avec un petit nombre de clés pour les instruments les plus anciens), est appelée alors requinto. On notera cependant deux modifications : la clé de douzième est volontairement tordue pour ne plus se fermer. De ce fait l'instrument est toujours dans les registres du clairon ou suraigu ce qui permet au son de porter loin. De plus, l'embouchure est retournée (anche en haut comme sur le chalumeau), ce qui confère un son plus perçant.
Le pito est l'instrument mélodique de la formation. Il peut être remplacé par un fifre parfois.
Dans la province de Valence, la clarinette tend à remplacer le hautbois dulzaina.

### La musique turque

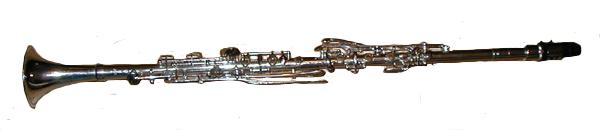
Une clarinette turque en métal.

La clarinette est très présente dans la musique turque (sous le nom de klarnet), parfois sous sa forme occidentale, parfois sous la forme d'une clarinette en métal mais plus fine, plus petite et de forme sensiblement différente, notamment pour les clés. La perce reste néanmoins cylindrique contrairement à celle du saxophone, et le son et le comportement restent ceux d'une clarinette, mais avec des effets de glissandi propres aux clarinettes et des possibilités de jeux typiquement orientales.
Barbaros Erköse et Selim Sesler en sont des interprètes bien connus.

### Ailleurs
Elle est de façon générale bien intégrée aux différentes musiques traditionnelles. On la retrouve :
- En Suède, bien que très rarement employée aujourd'hui (Kjell Leidhammar dans Vindvak), elle était aussi populaire que le violon au siècle dernier[réf. nécessaire].
- Dans les musiques centre-France où elle est de plus en plus présente.
- En Italie du Sud, on retrouve de plus en plus souvent la clarinette en métal.
- En Inde du Sud, la clarinette en Mib est intégrée depuis le XIXe siècle aux petits ensembles accompagnant la danse indienne. À partir du XXe siècle, elle devient également un instrument soliste de la musique carnatique savante et dans les petits ensembles jouant dans les temples, bien que de manière fort discrète. Malgré les clefs et l'accord européen, les musiciens indiens parviennent à infléchir les notes au moyen de techniques buccales.
- En Belgique, la clarinette est aussi présente lors des carnavals wallons (carnaval de Binche, etc.). Elle remplace le flageolet utilisé auparavant à la suite de l'apparition des peaux de tambours synthétique lors de l'aubade matinale et l'après midi, c'est elle qui annonce aux autres musiciens l'air qu'ils doivent jouer ensemble.
- En Autriche, le genre de Musique populaire viennoise dit Schrammelmusik utilise généralement une clarinette aiguë en sol, en bois.
- En Colombie, elle est présente dans de nombreux groupes de Cumbia. Une chanson lui est même dédié "La cumbia del clarinete".
- Aux Antilles françaises et en Guyane dans la biguine. De nos jours elle est plus utilisée en Martinique qu'en Guadeloupe où le saxophone l'a remplacée[68],[69],[70],[71]

## Jazz

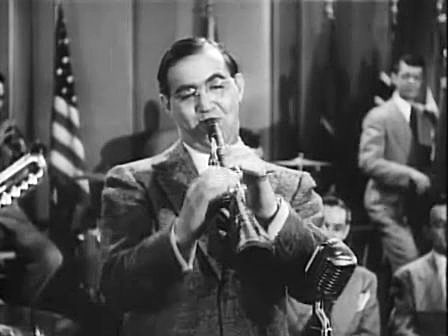
Benny Goodman jouant avec son orchestre.

Cantonnée par la musique classique dans un registre lyrique et poétique avec Mozart et Brahms, la clarinette s'impose dès les débuts du jazz Nouvelle-Orléans comme un des trois instruments à vent obligés de ce style, au côté du trombone et de la trompette (ou du cornet), à laquelle, grâce à l'étendue de son registre, elle peut apporter un contrepoint volubile aussi bien dans le grave que dans l'aigu, tout en se prêtant à des démonstrations de haute virtuosité en solo.
Aux États-Unis, le terme Liquorice Stick (bâton de réglisse) est aussi employé en argot pour désigner une clarinette
Consacrée dans les faubourgs de Storyville reine du blues avec Sidney Bechet, Mezz Mezzrow, Barney Bigard, Johnny Dodds, Jimmie Noone, Omer Simeon, elle garde sa place dans les big bands de swing avec Benny Goodman, Artie Shaw et Jimmy Hamilton.
Malgré la concurrence des saxophones, privilégiés pendant les années 1940, sa richesse d'expression lui a permis de revenir sur le devant de la scène européenne du jazz dans les années 1950 avec des artistes aussi populaires qu'Acker Bilk, Monty Sunshine ou Claude Luter.
Dans le jazz moderne, c'est surtout la clarinette basse qui a été retenue par des artistes comme Jimmy Giuffre, Buddy DeFranco, Eddie Daniels, Don Byron, Eric Dolphy, Tony Scott, Michel Portal, Louis Sclavis, Alvin Batiste, Perry Robinson, John Surman.
Bien qu'il s'agisse d'une pièce classique, la Rhapsody in Blue de George Gershwin, commence par le solo de clarinette, et un glissando ascendant remarquable (mi au do suraigu). De même, Aaron Copland composa en 1943, sur commande de Benny Goodman un concerto dont la cadence centrale ressemble à une improvisation jazz.
Le saxophoniste Art Pepper a laissé également quelques enregistrements à la clarinette. Le saxophoniste Eric Dolphy est également connu pour avoir popularisé la clarinette basse dans le jazz.
Le clarinettiste Jean-Christian Michel s'est illustré dans le cross-over Jazz- classique avec des ventes de disques considérables en France et à l'étranger.
En 2019, le batteur Guillaume Nouaux a réuni onze des plus grands spécialistes internationaux du jazz traditionnel à la clarinette dans un double album intitulé Guillaume Nouaux & The Clarinet Kings. Ce double album a notamment reçu le Prix Special du Jury du Hot Club de France 2019.
Les clarinettes sont également utilisées en jazz funk, ces instruments supportent bien les effets wah-wah, et de réverbération.

## Cinéma
Le cinéma emploie la clarinette dans divers films. Il peut s'agir de musiques pour clarinette composées de manières indépendantes du film (concerto pour clarinette en la majeur de Mozart dans Out of Africa), mais également de nombreuses musiques écrites spécialement pour le film (La Désillusion de Bruno Coulais dans Les Choristes).
La clarinette est utilisée pour les thèmes principaux de nombreux films représentant de nombreux genres. Alfred Hitchcock l'utilise dans des films comme La Mort aux trousses et c'est cet instrument qui commence le thème principal du western Le train sifflera trois fois ou dans le thème d'Alan Silvestri de Forrest Gump. C'est toujours la clarinette qui donne le thème principal du film The Terminal.
L'instrument est utilisé comme accompagnement. On le retrouve dans ce rôle dans West Side Story (Leonard Bernstein), notamment dans les scènes « Jet Song », « Something's Coming », ainsi que très discrètement dans la scène « Cool » et dans le thème « America ». La clarinette y évoque l'ambiance jazz de New York des années 1950.
La télévision utilise également cet instrument qui réplique au saxophone ténor dans Hercule Poirot.

## Rock/Pop
En rock et en pop, l'instrument est utilisé occasionnellement comme dans When I'm Sixty-Four des Beatles ou Breakfast in America de Supertramp. Le groupe Noir Désir l'a également utilisée dans plusieurs compositions dont Le vent nous portera.

## Littérature
Dans une lettre datée du 3 décembre 1778 adressée à son père Leopold, Wolfgang Amadeus Mozart dépeint son admiration de la sonorité de la clarinette : 
« J’étais hier soir à l’Opéra de Mannheim – J’étais assis au-dessus de l’orchestre – Il y avait tout un ensemble d’instruments à vent – Parmi ceux-ci, deux clarinettes – Père, vous ne pouvez imaginer la beauté du son de la clarinette ! […] Si seulement nous avions aussi des clarinettes ! Vous ne pouvez pas imaginer la sonorité ainsi produite dans une symphonie par le mélange des flûtes, hautbois et clarinettes. »

Le compositeur franco-belge André Grétry (1741-1813) donne un descriptif plus sombre de l'instrument : 
« La clarinette en si bémol est un instrument qui exprime la douleur. Lorsqu'elle exécute des airs gais, il y mêle encore une certaine teinte de tristesse. Si l'on dansait dans les prisons, je voudrais que ce fût au son de la clarinette. »
Hector Berlioz, dans son Grand traité d’instrumentation et d’orchestration modernes de 1844, fait une large part à cet élément indispensable de l'orchestre symphonique : 

« La clarinette est peu propre à l’idylle, c’est un instrument épique, comme les cors, les trompettes et les trombones. Sa voix est celle de l’héroïque amour ; et si les masses d’instruments de cuivre, dans les grandes symphonies militaires éveillent l’idée d’une troupe guerrière couverte d’armures étincelantes, marchant à la gloire ou à la mort, les nombreux unissons de clarinettes, entendus en même temps, semblent représenter les femmes aimées, les amantes à l’œil fier, à la passion profonde, que le bruit des armes exalte, qui chantent en combattant, qui couronnent les vainqueurs ou meurent avec les vaincus. Je n’ai jamais pu entendre de loin une musique militaire sans être vivement ému par ce timbre féminin des clarinettes, et préoccupé d’images de cette nature, comme après la lecture des antiques épopées. Ce beau soprano instrumental, si retentissant, si riche d’accents pénétrants quand on l’emploie par masses, gagne dans le solo en délicatesse, en nuances fugitives, en affectivités mystérieuses ce qu’il perd en force et en puissants éclats. Rien de virginal, rien de pur comme le coloris donné à certaines mélodies par le timbre d’une clarinette jouée dans le médium par un virtuose habile. C’est celui, de tous les instruments à vent, qui peut le mieux faire naître, enfler, diminuer et perdre le son. De là la faculté précieuse de produire le lointain, l’écho, l’écho de l’écho, le son crépusculaire. Quel plus admirable exemple pourrai-je citer de l’application de quelques-unes de ces nuances, que la phrase rêveuse de la clarinette, accompagnée d’un trémolo des instruments à cordes, dans le milieu de l’allegro de l’ouverture du Freyschütz !!! N’est-ce pas la vierge isolée, la blonde fiancée du chasseur, qui, les yeux au ciel, mêle sa tendre plainte au bruit des bois profonds agités par l’orage ? »

Le compositeur et musicologue belge François-Auguste Gevaert, en 1885, dans son Nouveau traité d'instrumentation, décrit ainsi la sonorité de l'instrument : 
« Son timbre réalise à un degré éminent les qualités maîtresses de cette voix instrumentale, pureté et mordant joint l'éclat à la douceur. »
Émile Zola appréciait aussi la clarinette. Dans ses Mémoires de la vie littéraire, Edmond de Goncourt décrit un dîner chez les Daudet en compagnie des Charpentier et de Coppée où : 
« … Zola de célébrer la clarinette et de proclamer que c'est l'instrument qui représente l'amour sensuel, tandis que la flûte représente tout au plus l'amour platonique. « Comme le hautbois représente le paysage ironique » jette un blagueur dans l'esthétique musicale de Zola. »
Ambrose Bierce (1842-1914), écrivain et journaliste américain, en donne une autre vision plus humoristique : 
« Clarinette : instrument de torture utilisé par une personne qui a du coton dans les oreilles. Il y a deux instruments qui sont pires qu'une clarinette – deux clarinettes. »
 De même qu'Alphonse Karr : « La clarinette rend sourds ceux qui l'écoutent et aveugles ceux qui en jouent. »
À propos d'humoriste, Raymond Devos (1922–2006) jouait souvent de la clarinette dans ses sketchs et déclarait :
« Je me suis remis à la clarinette. C'est ce qui rapproche le plus de l'anglais. »